# بن أفليك
بنجامين جيزا أفليك (بالمجرية: Benjamin Géza Affleck-Boldt)، من مواليد 15 أغسطس 1972، هو ممثل ومخرج أمريكي. حصل خلال مسيرته على العديد من الجوائز، من بينها جائزتا أوسكار، وجائزتا بافتا، وثلاث جوائز غولدن غلوب.
بدأ أفليك مسيرته الفنية في سن الطفولة من خلال ظهوره في سلسلة تعليمية على قناة PBS بعنوان رحلة ميمي بين عامي 1984 و1988. ثم شارك لاحقًا في فيلم الكوميديا المستقل مذهول ومرتبك عام 1993، وعدد من أفلام المخرج كيفن سميث، من بينها مطاردة إيمي عام 1997.
نال شهرة واسعة عندما فاز مع صديقه مات ديمون بجائزة الأوسكار لأفضل سيناريو أصلي عن فيلم الصياد الطيب ويل عام 1997، والذي قاما ببطولته أيضًا. بعد ذلك، رسّخ أفليك مكانته كنجم في أفلام الاستوديو الضخمة مثل فيلم الكوارث نهاية العالم عام 1998، وفيلم الجريمة والحركة ألعاب الرنّة عام 2000، ودراما الحرب بيرل هاربر عام 2001، وفيلم الإثارة السياسية حصيلة جميع المخاوف عام 2002. بعد فترة من التراجع المهني، عاد بقوة من خلال تجسيده للممثل جورج ريفز في فيلم أرض هوليوود عام 2006، وهو الدور الذي فاز عنه بجائزة كوبّي لأفضل ممثل في مهرجان البندقية.
قدم أفليك أولى تجاربه الإخراجية في فيلم طفلة ضائعة عام 2007، الذي شارك أيضًا في كتابته، ونال إشادة نقدية. ثم أخرج ومثّل في فيلم الجريمة المدينة عام 2010، وبعده فيلم الإثارة السياسية آرغو عام 2012، وكلاهما حققا نجاحًا نقديًا وتجارياً. فاز عن آرغو بجائزة بافتا لأفضل مخرج، وبجائزتي أوسكار وبافتا لأفضل فيلم.
لاحقًا، لعب دور البطولة في فيلم الإثارة النفسية الفتاة المفقودة عام 2014، وجسد شخصية "باتمان" في أفلام عالم دي سي السينمائي من عام 2016 حتى 2023. كما شارك في بطولة فيلم المحاسب عام 2016، ودراما الرياضة طريق العودة عام 2020. ومن بين أدواره الأخيرة مشاركته في أفلام المبارزة الأخيرة والبار الحنون في عام 2021، وفيلم إير عام 2023، الذي أخرجه أيضًا.
أفليك هو أحد مؤسسي "مبادرة الكونغو الشرقية"، وهي منظمة غير ربحية تُعنى بتقديم المنح والدعوة إلى التنمية. كما أنه من الداعمين للحزب الديمقراطي. وهو شريك مع مات ديمون في شركة الإنتاج أرتيستس إيكويتي، وكانا أيضًا شريكين في شركة بيرل ستريت فيلمز.

## النشأة
وُلد بنجامين غيزا أفليك-بولدت في 15 أغسطس 1972 في بِيركيلي، كاليفورنيا. انتقلت أسرته إلى ماساتشوستس حين كان في الثالثة، وعاش في فالموث حيث وُلد أخوه كيسي، قبل أن ينتقل إلى كامبريدج. كانت والدته كريستوفر آن «كريس» (كان اسمها الثاني قبل الزواج: بولدت) معلمة ابتدائية متخرِّجة من هارفارد. وأما والده تيموثي بايرز أفليك فكان كاتب مسرحيات طموحًا، والذي كان «عاطلًا عن العمل في الغالب». عمل أحيانًا كهربائيًّا، ونجارًا، وميكانيكي سيارات، ووكيل مراهنات، ونادلًا، وحاجبًا في هارفرد. في منتصف ستينيات القرن العشرين، عمل ممثِّلًا ومديرًا مسرحيًّا في شركة مسرح بوسطن. عانى والده في طفولته من «إدمان كحوليات حاد مزمن» على حد وصفه، وقال عنه أفليك نفسُه أنه كان «يشرب طوال اليوم... كل يوم». كان والده «صعبًا جدًا»، وشعر أفليك بـ«ارتياح» حين انفصل والداه وهو في الثانية عشرة، وخرج والده من منزل العائلة. واصل والده معاقرة الخمر بكثرة، حتى تشرَّد وقضى عامين في شوارع كامبريدج، قبل أن يدخل مؤسسة إعادة تأهيل في إنديو بكاليفورنيا حين كان أفليك في السادسة عشرة، وعاش فيها 12 سنة ليحافظ على رصانته ويعمل مرشدًا للمدمنين.
نشأ أفليك في أسرة ليبرالية ونشيطة سياسيًّا. وأحاط به هو وشقيقه أشخاص من مجال الفن، وعادة ما حضَرا عروضًا مسرحية مع والدتهما، وحُفزا إلى عمل أفلامهما المنزلية الخاصة. وقدَّما للعب أدوار في إعلانات محلية وأفلام، إذ كانت والدتهما صديقة لمدير توزيع أدوار في كامبريدج. ولعب أفليك أول أدواره الاحترافية وهو السابعة. ادَّخرت والدته أجوره في صندوق ائتماني جامعي، على أمل أن يصبح معلمًا، إذ خشيتْ أن يكون التمثيل مصدر دخل «تافه» غير آمن. كان ديفيد ويلر صديقًا للأسرة، ودَرَّب أفليك على التمثيل، ولاحقًا وصفه بأنه «شديد الذكاء والفضول». لما بلغ 13، صوَّر برنامجًا تليفزيونيًّا للأطفال في المكسيك، وأخذ يطوف البلد مع أمه وأخيه، كما تعلم التحدث باللغة الإسبانية خلال عام.
التحق أفليك بمدرسة كامبريدج رندج الثانوية واللاتينية، ومثَّل في مسرحها، وألهمه معلم الدراما غيري سبيكا. أصبح صديقًا مقربًا لزميله مات ديمون، والذي كان يعرفه منذ أن كان في الثامنة من عمره. على الرغم من أن ديمون كان أكبر من أفليك بعامين، إلا أنهما كانا يمتلكان «اهتمامات متطابقة» وكانا يسعيان وراء التمثيل. سافر الصديقان إلى نيويورك معًا لإجراء اختبارات أداء ووفرا المال لتذاكر القطار والطيران في حساب مصرفي مشترك. بالرغم من أن أفليك حصل على علامات مرتفعة في اختبار السات، إلا أنه كان طالبًا بدون تركيز إلى حد كبير مع حضور ضعيف. أمضى بضعة أشهر يدرس اللغة الإسبانية في جامعة فيرمونت، والتي اختارها لقربها من صديقته وقتها، لكنه تركها بعد أن أُصيب بكسر في وركه أثناء لعب كرة السلة. انتقل إلى لوس أنجلوس عندما كان يبلغ الـ18 من عمره، حيث درس شؤون الشرق الأوسط في كلية أوكسيدنتال لمدة عام ونصف.

## مسيرته المهنية

### 1981–1997: الطفل الممثل وغود ويل هانتينغ
مثل أفليك بشكل احترافي طوال طفولته، ولكن على حد قوله، «ليس بمعنى أنه لدي أم أرادت أن تأخذني إلى هوليوود أو عائلة أرادت كسب المال مني... لقد صادفت شيئاً ما». ظهر أفليك لأول مرة في سن السابعة في فيلم مستقل، النهاية المظلمة للشارع (1981)، إخراج صديق العائلة، جان إغليسون. جاءت أكبر نجاحاته كممثل طفل عندما ظهر في مسلسل بي بي إس للأطفال رحلة الميمي (1984) والرحلة الثانية للميمي (1988)، واللذان تم إنتاجهما لصفوف العلوم في الصف السادس. عمل أفليك «بشكل مُتقطع» على ميمي من سن الثامنة إلى الخامسة عشر في كل من ماساتشوستس والمكسيك. عندما كان مراهقًا، ظهر في مسلسل إيه بي سي الخاص بعد المدرسة، حلقة «مطلوب: رجل مثالي» (1986)، والفيلم التلفزيوني يد غريب (1987)، وإعلان برغر كينغ في عام 1989.
بعد المدرسة الثانوية، انتقل أفليك لفترة وجيزة إلى نيويورك بحثًا عن عمل تمثيلي. لاحقًا، وأثناء دراسته في كلية أوكسيدنتال في لوس أنجلوس، أخرج أفليك أفلامًا للطلاب. كممثل، كان لديه سلسلة من «الأدوار الضاربة، واحد إلى الذي يليه». لعب دور ابن باتريك دافي في الفيلم التلفزيوني أبي (1991)، وظهر كضيف شرف كلاعب كرة سلة في فيلم بافي قاتلة مصاصي الدماء (1992)، ولعب دور مساعد كطالب في المدرسة الإعدادية في فيلم علاقات المدرسة (1992). لعب دور كوارترباك بالمدرسة الثانوية في المسلسل التلفزيوني لشبكة إن بي سي ضد التيار (1993) ولاعب كرة قدم بالمدرسة الثانوية يُسيئ استخدام الستيرويد في حلقة من مسلسل قصص حياة: عائلات في أزمة بعنوان «جسد للموت من أجله: قصة آرون هنري» (1994). كان أبرز دور لأفليك خلال هذه الفترة هو دور مُتنمر بالمدرسة الثانوية في فيلم ريتشارد لينكليتر الكالت في حالة ذهول وحيرة (1993). أراد لينكليتر ممثلًا محبوبًا لدور الخسيس وبينما كان أفليك «كبيرًا ومهيبًا»، كان «ذكيًا جدًا ومليئًا بالحياة... لقد أحببته فقط.» قال أفليك في وقت لاحق إن لينكليتر كان له دور فعال في إزالة الغموض عن عملية صناعة الفيلم بالنسبة له.
كان أول دور بطولة لأفليك في السينما كطالب فنون بلا هدف في فيلم الدراما الجامعية دوار المجد (1995)، حيث علق ستيفن هولدن من صحيفة نيويورك تايمز أن «أدائه الكئيب ببشاشة يجد التوازن الصحيح بين الكيس البغيض والحزين». ثم لعب دور مُتنمر في الفيلم الكوميدي للمخرج كيفن سميث متسكعى المول (1995) وأصبح صديقًا لسميث أثناء التصوير. بدأ أفليك في القلق من أن يتم حصره في دور «رمي الناس في خزائنهم»، لكن سميث أعطي له دورًا رئيسيًا في فيلم الكوميديا الرومانسية مطاردة إيمي (1997). كان الفيلم نجاحًا كبيرًا لأفليك. أشادت جانيت ماسلين من صحيفة نيويورك تايمز «بالسهولة الرائعة» لأفليك في لعب الدور، حيث يجمع بين «المظهر المهذب اللطيف مع التوقيت الرائع الكوميدي». وصفه أوين غليبرمان من إنترتينمنت ويكلي بأنه أداء «مناسب وسريع البديهة». عندما لعب أفليك دور البطولة كمحارب قديم عاد مؤخرًا من الحرب الكورية في فيلم الدراما والبلوغ الذهاب الي نهاية المطاف (1997)، وجده تود مكارثي من فارايتي أنه «ممتاز»، بينما لاحظت جانيت ماسلين من صحيفة نيويورك تايمز أن «ميله نحو الشك الهزلي في الذات ترك انطباعًا قويًا.»

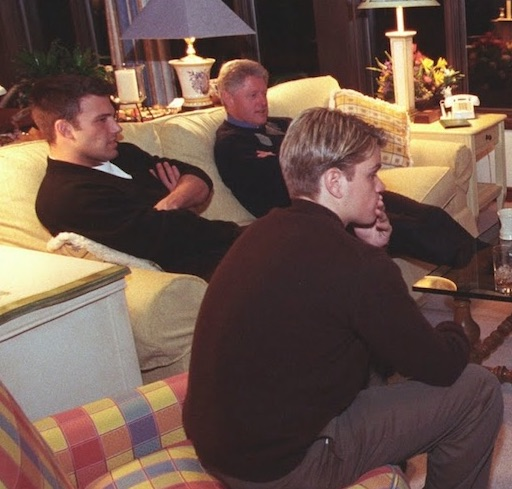
أفليك ومات ديمون يحضران عرض فيلم غود ويل هانتينغ في كامب ديفيد مع الرئيس بيل كلينتون في عام 1998.

كان نجاح فيلم غود ويل هانتينغ (1997)، والذي شارك أفليك في كتابته ومثل فيه أيضاً، بمثابة نقطة تحول في حياته المهنية. نشأ السيناريو في عام 1992 عندما كتب ديمون سيناريو من 40 صفحة لفصل الكتابة المسرحية بجامعة هارفارد. طلب ديمون من أفليك تمثيل المشاهد معه أمام الفصل، وعندما انتقل ديمون لاحقًا إلى شقة أفليك في لوس أنجلوس، بدآ العمل على السيناريو بجدية. تم تصوير الفيلم، والذي كتباه بشكل أساسي خلال جلسات الارتجال، جزئيًا في مسقط رأسهم في كامبريدج، وهو مُستوحى من تجاربهما الخاصة. باعا السيناريو إلى كاسل روك في عام 1994 عندما كان أفليك يبلغ من العمر 22 عامًا. خلال عملية التطوير، تلقيا ملاحظات من شخصيات الصناعة السينمائية، بما في ذلك روب راينر ووليام غولدمان. بعد مناقشة مُطولة مع كاسل روك حول المخرج المناسب، أقنع أفليك وديمون ميرماكس بشراء السيناريو. عاد الصديقان إلى بوسطن لمدة عام قبل أن يدخل الفيلم أخيرًا في الإنتاج، إخراج جوس فان سانت، وبطولة ديمون، وأفليك، وميني درايفر، وروبن ويليامز. فور صدوره، أشادت جانيت ماسلين من صحيفة نيويورك تايمز بـ«السيناريو الذكي والمؤثر»، بينما وجده إيمانويل ليفي من فارايتي أنه «مضحك، وغير مبالي، ومُحرك للمشاعر، وغاضب». كتب جاي كار من بوسطن غلوب أن أفليك قد جلب «حنانًا جميلًا ودقيقًا» لدوره كصديق للطبقة العاملة لشخصية ديمون النابغة بالرياضة. فاز أفليك وديمون بالنهاية بجائزة غولدن غلوب وجائزة أوسكار لأفضل سيناريو أصلي. وصف أفليك هذه الفترة من حياته بأنها «شبيهة بالحلم»: «لقد كانت مثل إحدى تلك المشاهد في فيلم قديم عندما تظهر صحيفة تطيل من اللون الأسود على الشاشة. كما تعلمون، '100 مليون دولار في شباك التذاكر! جوائز!'» لا يزال أفليك أصغر كاتب (يبلغ من العمر 25 عامًا وقتها) يفوز بجائزة أوسكار لكتابة السيناريو.

### 1998–2002: الممثل الرئيسي

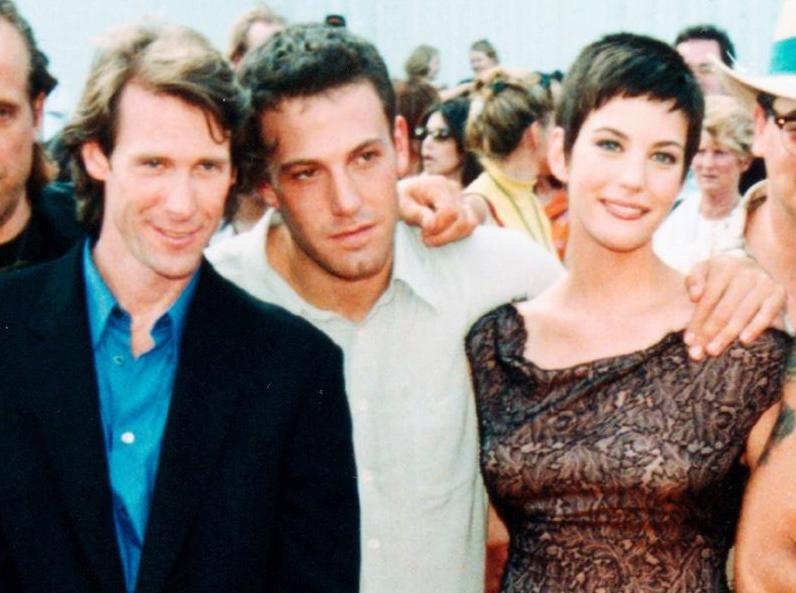
أفليك مع مايكل بي وليف تايلر في العرض الأول لفيلم أرمجدون في عام 1998.

أسس أرمجدون، والذي صُدر في عام 1998، أفليك كممثل رئيسي يمكنه البقاء في أفلام إستوديو هوليوود. لم يتم إصدار فيلم غود ويل هانتينغ بعد خلال عملية اختيار الممثلين، وبعد اختبار أفليك السينمائي، رفضه المخرج مايكل بي على أنه «غريب الأطوار». أقنعه المنتج جيري بروكهايمر بأن أفليك سيكون نجمًا، ولكن كان عليه أن يخسر وزنه، وأن يصبح لونه أسمر، وأن يقوم بتسقيف أسنانه قبل بدء التصوير. حقق الفيلم، حيث لعب أفليك دور البطولة أمام النجم بروس ويليس كعامل حفر يدوي مُكلف من قِبل ناسا بمنع كويكب من الاصطدام بالأرض، نجاحًا في شباك التذاكر. قالت دافني ميركن من مجلة النيويوركر: «يُظهر أفليك سحر بول نيومانش المثير ومن الواضح أنه متجه إلى النجومية.» في وقت لاحق من عام 1998، لعب أفليك دور مساعد كممثل إنجليزي متعجرف في فيلم الكوميديا الرومانسية والفترة شكسبير في الحب، بطولة صديقته آنذاك جوينيث بالترو. علقت لايل لوينشتاين من مجلة فارايتي أن أفليك «يقوم ببعض من أفضل أعماله، مشيرةً إلى أن الكوميديا قد تكون دعوته الحقيقية،» في حين أن جانيت ماسلين من صحيفة نيويورك تايمز وجدته «مضحكًا جدًا». فاز شكسبير في الحب بسبع جوائز أوسكار، بما في ذلك جائزة أفضل فيلم، في حين فاز طاقم الممثلين بجائزة نقابة ممثلي الشاشة للأداء المتميز من قِبل طاقم تمثيل في فيلم. ظهر أفليك كشريف بلدة صغيرة في فيلم الرعب وفيلم الخوارق أشباح. تساءل ستيفن هولدن من صحيفة نيويورك تايمز عن سبب موافقة ممثلين مثل أفليك وبيتر أوتول على الظهور في فيلم «مدمن»: «أداء أفليك الصامت يشير إلى أنه يقرأ حواره لأول مرة، مباشرةً من بطاقات الإشارة.»

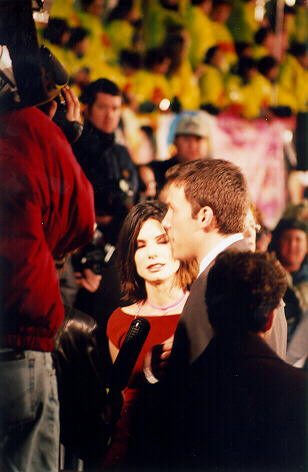
أفليك وساندرا بولوك في العرض الأول لفيلم قوى الطبيعة في ألمانيا عام 1999.

عادا أفليك وديمون للتعاون معًا مرة أخرى في فيلم الهجاء الديني دوغما (1999) (بعد أن ظهر أفليك في فيلمي سميث متسكعى المول ومطاردة إيمي)، والذي عُرض لأول مرة في مهرجان كان السينمائي 1999. قالت جانيت ماسلين من صحيفة نيويورك تايمز أن الثنائي، واللذان يلعبان دور الملائكة الساقطة، «يجلبان حماسًا كبيرًا ومفهومًا إلى حديث السيد سميث الذكي وتصوراته الجامحة». لعب أفليك دور البطولة أمام ساندرا بولوك في فيلم الكوميديا الرومانسية قوى الطبيعة في نفس العام، حيث لعب دور عريس تتعقد محاولاته للوصول إلى حفل زفافه بسبب رفيقته في السفر طليقة الروح. قال أوين غليبرمان من إنترتينمنت ويكلي أن أفليك «يتمتع بسحر الانفصال السريع الذي تريده في بطل أحمق،» بينما أشاد جو ليدون من فارايتي «بقدرته الفائزة على اللعب ضد مظاهره الجميلة في منعطف كوميدى متواضع». شارك أفليك في بطولة الفيلم الكوميدي قليل المشاهدة 200 سيجارة (1999)، بطولة جماعية، أمام كورتني لوف.
تدرب أفليك على يد جون فرانكنهايمر طوال فترة ما قبل إنتاج فيلم الإثارة والأكشن ألعاب الرنة (2000)، اهتمامًا منه بمهنة الإخراج. وصف فرانكنهايمر، مخرج الفيلم، أفليك بأنه يتمتع «بميزة رابحة ومحبوبة للغاية عنه. لقد كنت أفعل هذا منذ فترة طويلة وهو حقًا من الأجمل.» لعب أفليك دور البطولة أمام تشارليز ثيرون كمجرم متصلب. تمتع إلفيس ميتشيل من صحيفة نيويورك تايمز باختيار الكاست الغير مُتوقع قائلًا: «غالبًا ما يقترح أفليك واحدًا من عائلة كيندي لاعبًا دور كلارك كينت... يبدو كما لو أنه لم يفوت أبدًا حفلة أو نوم الليل. إنه لعبة، برغم ذلك، وشعوره بالعزلة الطفيف يعمل لصالح ألعاب الرنة.» لعب أفليك دور مساعد كسمسار قاسي في فيلم الدراما والجريمة غرفة المرجل (2000). شعر أ. أ. سكوت من صحيفة نيويورك تايمز أن أفليك قد «تتبع» أداء أليك بالدوين في قبعة غلين روس، بينما قال بيتر راينر من مجلة نيويورك إنه «يقوم بسلسلة من المقاطع الصغيرة على آريا بالدوين، وكل واحدة أكثر مرحًا وأكثر قسوة من التي تليها». أدى أفليك صوت يوسف في فيلم الرسوم المتحركة يوسف: ملك الأحلام في نفس العام. كان آخر دور سينمائي له في عام 2000 أمام صديقته بالترو في فيلم الدراما الرومانسية ارتداد. أشاد ستيفن هولدن من صحيفة نيويورك تايمز «بالشدة المُتحفظة والتفاصيل الرائعة» لأدائه: «إن تصويره ل'رجل الناس' الشاب الذي يُعرف نفسه بشكل ساخر وليس بنصف الثقة التي يود أن يظهر بها قريبة من التأكيد.»

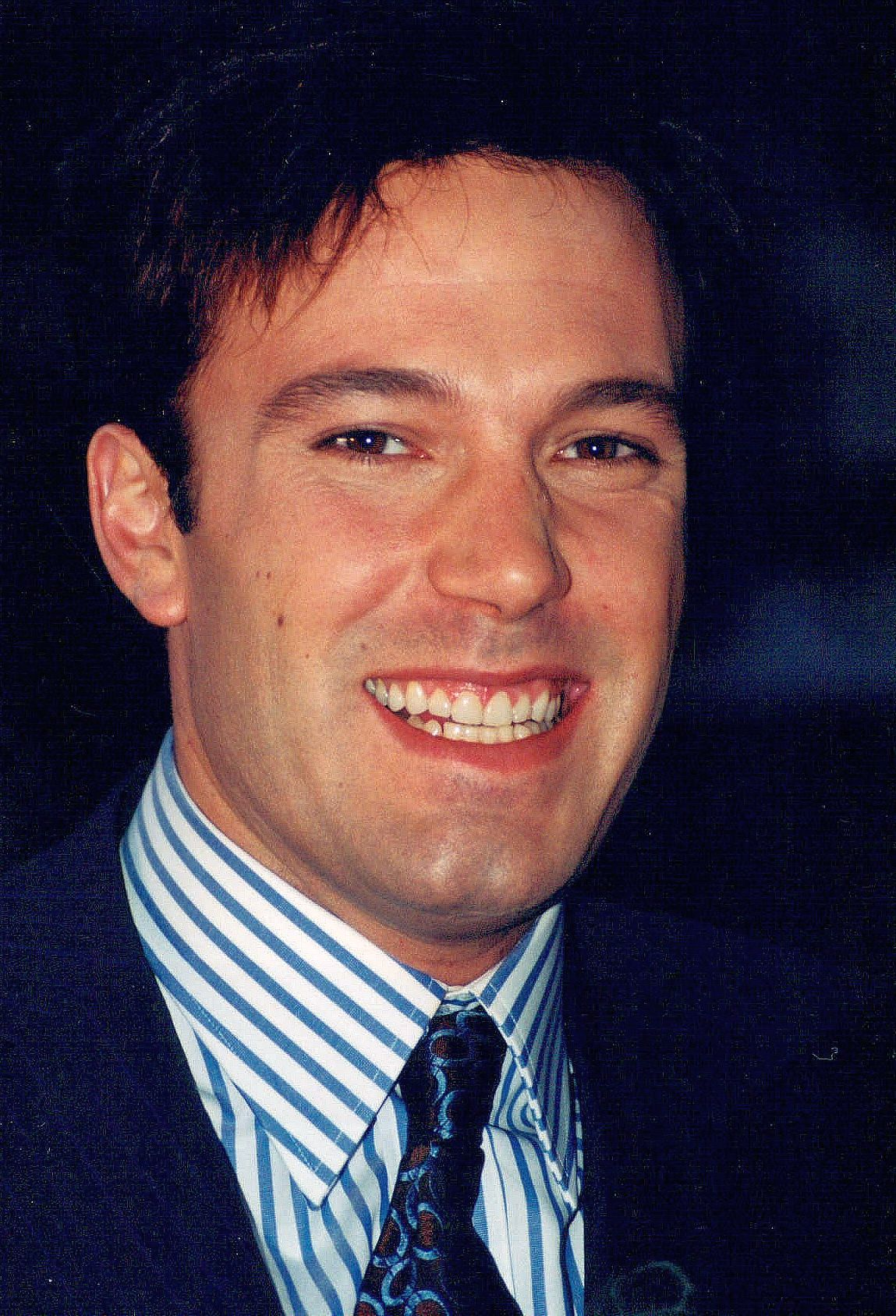
أفليك في العرض الأول لفيلم مجموع كل المخاوف في واشنطن العاصمة عام 2002.

تعاون أفليك مرة أخرى مع المخرج مايكل بي في فيلم الدراما الحربية الذي حاز علي انتقادات مُهينة بيرل هاربر (2001). شعر أ. أ. سكوت من صحيفة نيويورك تايمز أن أفليك وكيت بيكينسيل «يفعلان ما في وسعهما بخطوطهما، ويتألقان باللمعان البراق لنجوم السينما الحقيقيين». ومع ذلك، كتب تود مكارثي من فارايتي «لم يستطع أفليك الوسيم الرقيق أن يقنع بأنه قد رفض في أي وقت مضى لموعد، ناهيك عن فقد حب حياته لأفضل أصدقائه». في نفس العام، قام أفليك بمحاكاة غود ويل هانتينغ بسخرية مع ديمون وفان سانت في فيلم كيفن سميث عودة غاي وبوب الصامت، وظهر كضيف شرف في الفيلم الكوميدي أبي وهم. قدم أفليك دورًا مساعدًا في الفيلم قليل المشاهدة العجلة الثالثة (2002) ولعب دور المحلل في السي آي إيه جاك راين في فيلم الإثارة مجموع كل المخاوف في نفس العام. شعر ستيفن هولدن من صحيفة نيويورك تايمز أنه كان غير ملائم للدور الذي لعبه سابقًا كل من هاريسون فورد وأليك بالدوين: «على الرغم من أن السيد أفليك يمكن أن يكون جذابًا عندما يلعب دور شاب جاد يتلمس طريقه نحو النضج، إلا أنه ببساطة يفتقر إلى الهيبة لهذا الدور.» كان لأفليك «تجربة مدهشة» في عمل فيلم الإثارة تغيير المسارات (2002)، وذكر لاحقاً روجر ميشيل كشخص تعلم منه كمخرج. وصفه روبرت كوهلر من فارايتي بأنه أحد عروضه «الأكثر إبداعًا تمامًا»: «الرحلة إلى الضباب الأخلاقي تجبره على اللعب بشكل أكثر داخليًا وتدقيقًا من أي وقت مضى.»
أصبح أفليك أكثر انخراطًا في الإنتاجات السينمائية والتلفزيونية في أوائل عقد الألفينات. أنشأ هو وديمون بيرل ستريت للأفلام في عام 1998، والتي سُميت على اسم الشارع الذي كان يجري بين منزلا طفولتهما. سعت شركتهما لايف بلانيت، والتي أسساها في عام 2000 مع شون بيلي وكريس مور، إلى دمج الإنترنت في الإنتاج التلفزيوني والسينمائي السائد. كان أكبر نجاحات لايف بلانيت هو المسلسل الوثائقي مشروع الضوء الأخضر، والذي تم بثه علي إتش بي أو ولاحقًا برافو، والذي يركز على منح صانعي الأفلام لأول مرة الفرصة لإخراج فيلم روائي طويل. ترشح المسلسل لجائزة إيمي برايم تايم لأفضل برنامج واقعي في 2002، و2004، و2005. كان مسلسل بوش، نيفادا، والذي ألفه، وكتبه، وأنتجه أفليك مع بيلي، من نوعية دراما الغموض الذي تم عرضه علي إيه بي سي، والذي وضع لعبة مشاركة المشاهد في إطار العرض. أشادت كارين جيمس من صحيفة نيويورك تايمز بـ«جرأة، وخيال، والكتابة الذكية» للبرنامج، إلا أن روبرت بيانكو من يو إس إيه توداي وصفه بأنه «نسخة مُقلدة» من توين بيكس. تم إلغاء المسلسل من قِبل إيه بي سي بعد سبع حلقات نظرًا للتقييمات المنخفضة. مع مرور الوقت، تحول تركيز لايف بلانيت من مشاريع الوسائط المتعددة إلى إنتاج الأفلام الأكثر تقليدية. وقع أفليك وشركاؤه صفقة إنتاج أفلام مع ديزني في عام 2002؛ انتهت في عام 2007.

### 2003–2005: تراجع مسيرته وسوء سمعته في التابلويد
بينما كان أفليك شخصية التابلويد في معظم حياته المهنية، كان موضوع اهتمام وسائل الإعلام المتزايد في عام 2003 بسبب علاقته مع جينيفر لوبيز. بحلول نهاية العام، أصبح أفليك، على حد تعبير جي كيو، «الممثل الأكثر إفراطًا في الانكشاف في العالم». تزامنت شهرته في التابلويد مع سلسلة من الأفلام التي لم تلقي استقبالًا جيدًا.

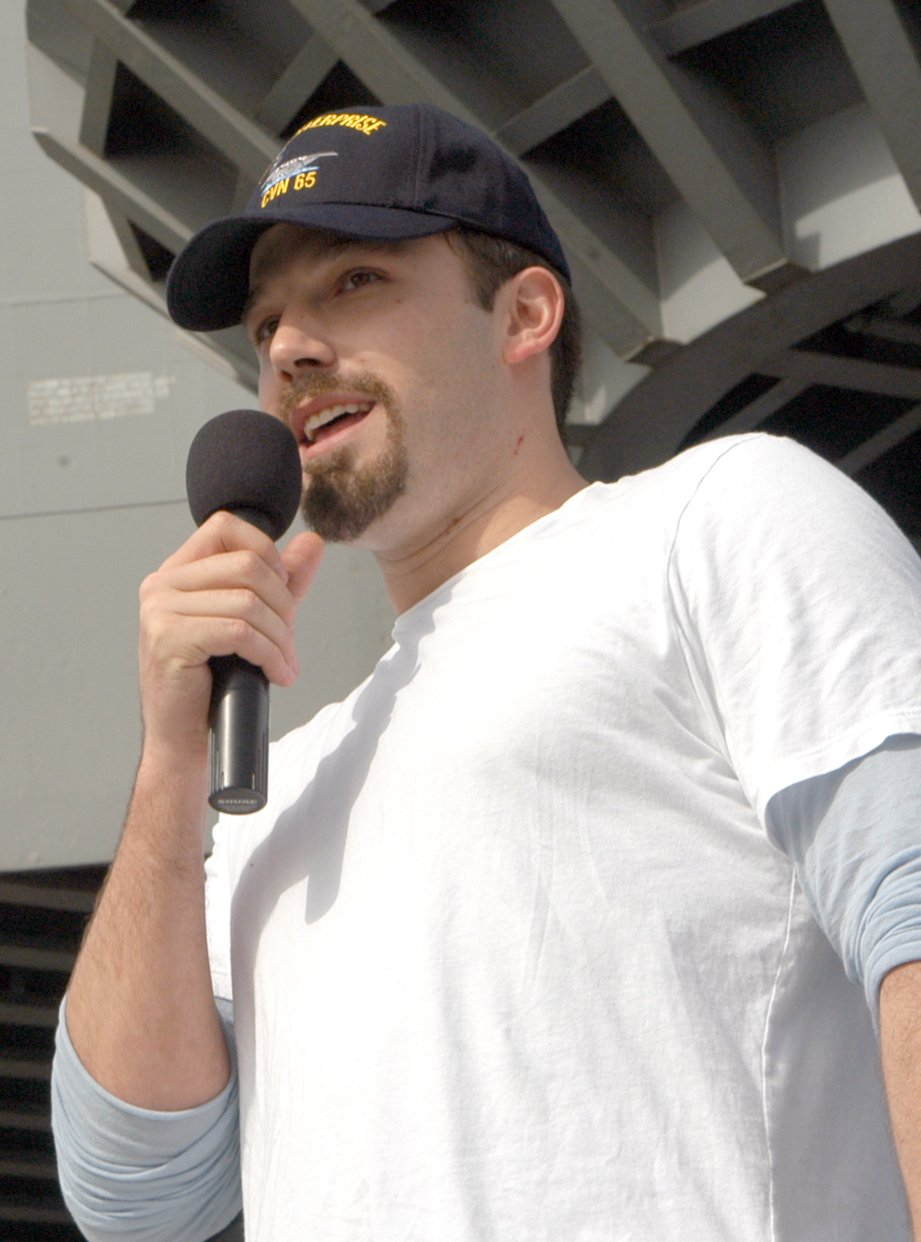
أفليك في المنامة، البحرين عام 2003 لزيارة مشاة بحرية الولايات المتحدة.

كان أولها ديردفيل (2003)، حيث لعب أفليك دور البطولة كبطل خارق كفيف. كان أفليك من المعجبين بكتب الكوميكس منذ فترة طويلة، وفي عام 1999، كتب مقدمة للإصدار الشيطان الحارس لكيفن سميث عن حبه لشخصية ديردفيل. حقق الفيلم نجاحًا تجاريًا، إلا أنه تلقي ردود فعل متباينة من النقاد. وقال ألفيس ميتشل من صحيفة نيويورك تايمز أن أفليك كان «ضائعًا» في الدور: «رجل ضخم، السيد أفليك، يتضائل بواسطة دور سطحي … [فقط مشاهده مع جون فافرو لها] جانب مرح يسمح للسيد أفليك بإظهار كرمه كممثل.» في 2014، وصف أفليك ديردفيل بأنه الفيلم الوحيد الذي ندم علي القيام به. بعدها ظهر في دور عضو ذو مستوي منخفض في عصابة بفيلم الكوميديا الرومانسية غيغلي (2003)، بطولة لوبيز أيضًا. تم انتقاد الفيلم بشكل موحد تقريبًا، حيث قالت مانوهلا دارغيس من صحيفة لوس أنجلوس تايمز أن «أفليك لا يمتلك المهارات أو السحر للمناورة حول (أو الماضي) المادة السيئة.» ومع ذلك، دافع أفليك مرارًا عن المخرج مارتن بريست منذ إطلاق الفيلم، واصفًا إياه بأنه «أحد المخرجين العظماء حقًا». آخر أدواره في عام 2003 كان في فيلم الإثارة والخيال العلمي شيك الدفع، حيث لعب دور مهندس عكسي. علق بيتر برادشو من صحيفة الغارديان على «سحر الاستنكار الذاتي» لأفليك وتساءل عن سبب عدم تمكنه من العثور على نصوص أفضل. وجدت مانوهلا دارغيس من صحيفة لوس أنجلوس تايمز أنه من «الظلم تقريبًا» أن يُنتقد أفليك، بالنظر إلى أنه «مر بهذه السنة الصعبة».
استمرت ملاحظات أفليك النقدية الضعيفة في عام 2004 عندما لعب دور البطولة كزوج ثكل في فيلم الكوميديا الرومانسية فتاة جيرسي، إخراج سميث. وصف ستيفن هولدن من صحيفة نيويورك تايمز أفليك بأنه ممثل «تراجعت موهبته مع انتشار سمعته السيئة في صحف التابلويد،» بينما وجد جو ليدون من فارايتي دوره على الشاشة كأب «مؤثر». في العام ذاته، لعب أفليك دور البطولة أمام جيمس غاندولفيني في فيلم كوميديا العطلة اجتياز عيد الميلاد. ودون هولدن في صحيفة نيويورك تايمز بأن الفيلم «وجد طريقة ذكية لاستخدام صفات بن أفليك الكريهة. تلائم ابتسامة الممثل الشبيهة بسمكة القرش، وفظاظة المغرور، واختيال المراهق المتنمر شخصيته.» في هذه المرحلة، كانت جودة السيناريوهات المعروضة على أفليك «تزداد سوءًا»، فقرر أن يأخذ استراحة مهنية. نشرت صحيفة لوس أنجلوس تايمز مقالاً عن انهيار مسيرة أفليك في أواخر عام 2004. لاحظ المقال إلى أنه، على عكس نقاد السينما وصحفيين التابلويد، «يبدو أن القليل من المتخصصين في هذا المجال يبدون ابتهاجهم من متاعب أفليك».

### 2006–2015: الإخراج

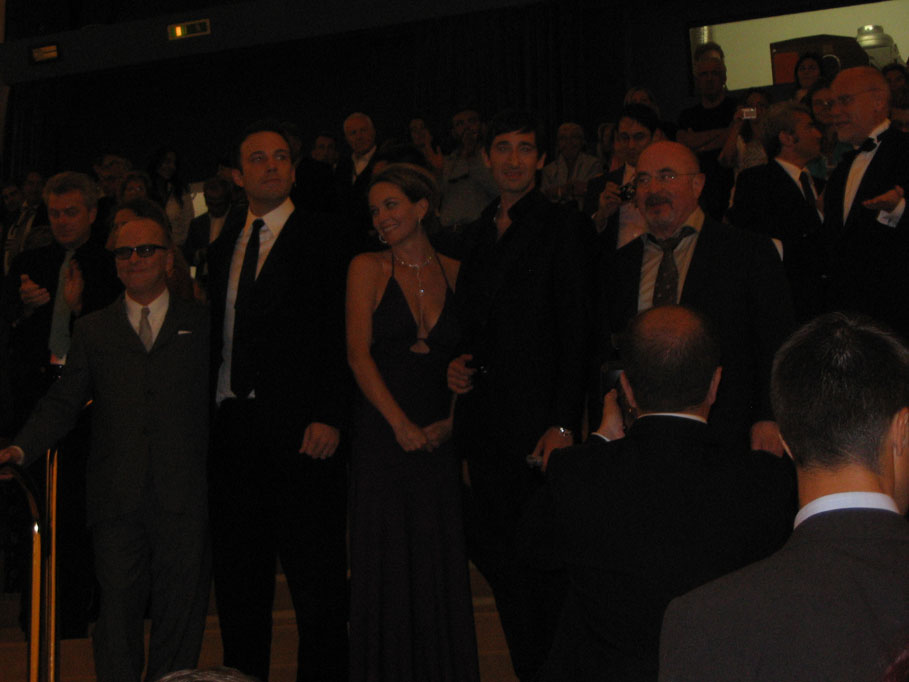
أفليك، ودايان لاين، وأدريان برودي، وبوب هوسكينز في العرض الأول لفيلم هوليوودلاند بإيطاليا في عام 2006.

بعد أن تزوج من الممثلة جينيفر غارنر في عام 2005، وأنجبت منه ابنتهما الأولي، عاد أفليك مرة أخرى في عام 2006. بعد أن لعب دور البطولة في الفيلم قليل المشاهدة رجل حول المدينة ودور ثانوي في فيلم الدراما والجريمة سموكين أسيس، نال أفليك الإشادة علي دور جورج ريفيز في فيلم السيرة الذاتية وفيلم النوار هوليوودلاند. أشاد بيتر ترافرز من رولينغ ستون «بالأداء الذي من مستوي جائزة... هذا شعور، وعمل دقيق من ممثل كان البعض منا قد تجاهله قبل الأوان.» قال جيوفري ماكناب من صحيفة الغارديان أنه صور «مزيج الشخصية الغريب من السحر، والضعف، والانهزامية» «بشكل جميل». فاز أفليك بكأس فولبي من مهرجان البندقية السينمائي وترشح لجائزة غولدن غلوب لأفضل ممثل مساعد. كذلك في عام 2006، ظهر كضيف شرف في فيلم سميث بائعين 2.

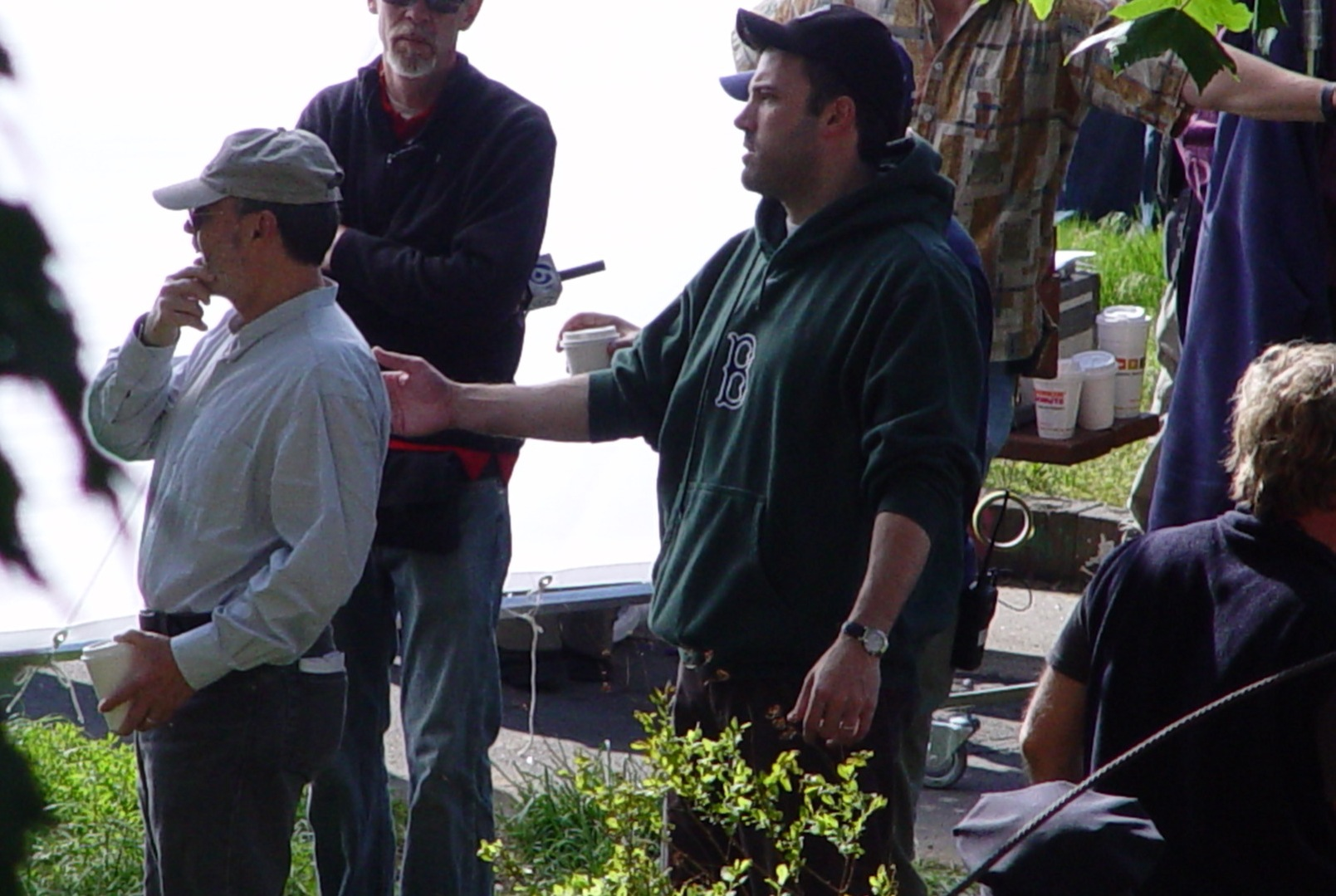
أفليك يخرج فيلم رحلت الطفلة رحلت في حديقة ميني، دورشيستر في مايو 2006.

في عام 2007، أخرج أفليك فيلم رحلت الطفلة رحلت، في أولي تجاربه الإخراجية لفيلم طويل، وهو فيلم دراما وجريمة تدور أحداثه في حي من الطبقة العاملة في بوسطن، بطولة شقيقه كيسي كمحقق خاص يبحث عن طفلة مخطوفة. كتب أفليك السيناريو، المبني على كتاب لدينيس ليهان، مع صديق طفولته آرون ستوكارد، بعد أن ذكر لأول مرة نيته لتحويل القصة إلى فيلم في عام 2003. حصل الفيلم علي مراجعات حماسية. أشادت مانوهلا دارغيس من صحيفة نيويورك تايمز «بحساسية الفيلم للنضال الحقيقي»، بينما وصفه ستيفين فاربر من هوليوود ريبورتر بأنه «مدروس، ومؤثر بشدة، [و] مُنفذ بشكل رائع».

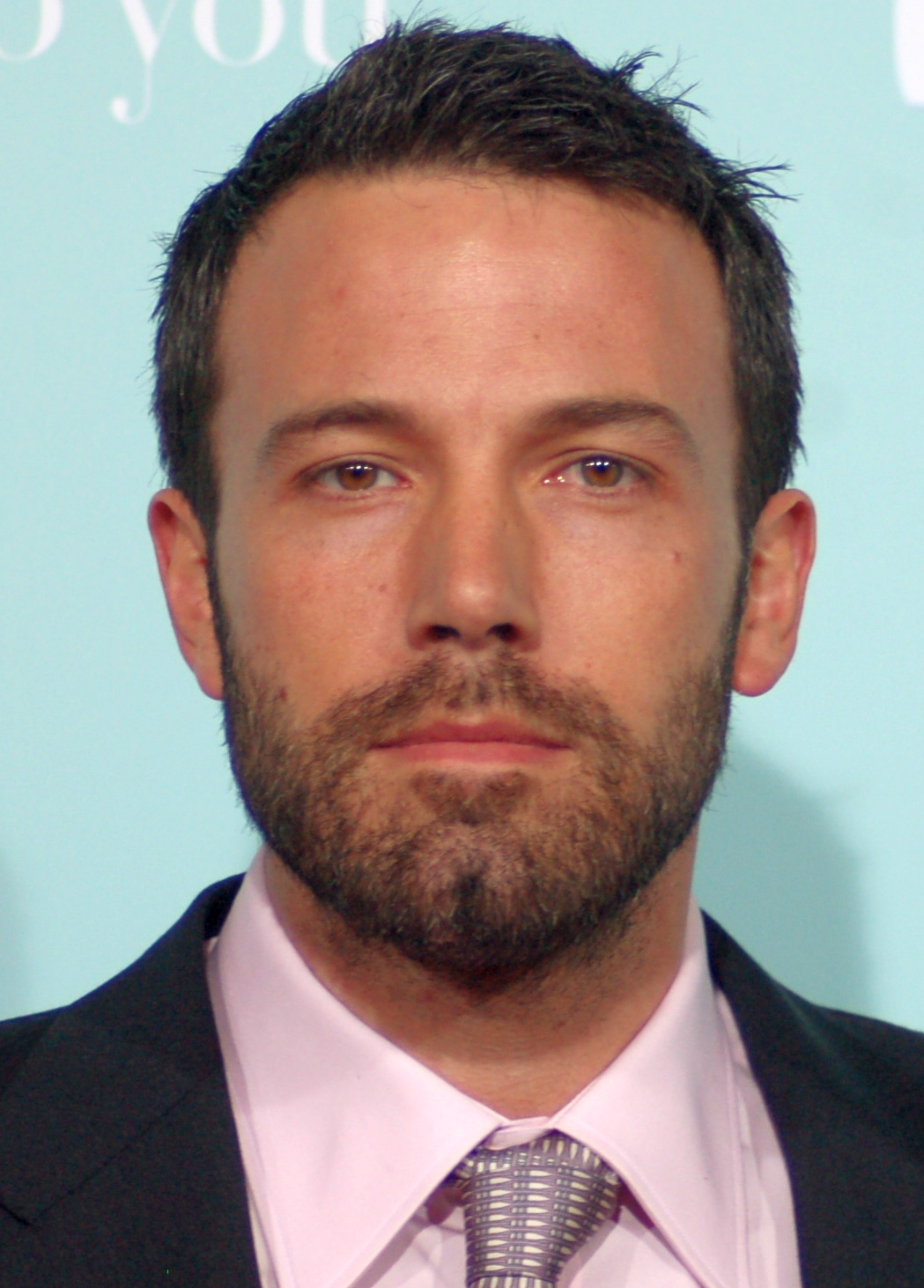
أفليك في العرض الأول لفيلم هو ليس معجبًا بكِ فحسب في عام 2009.

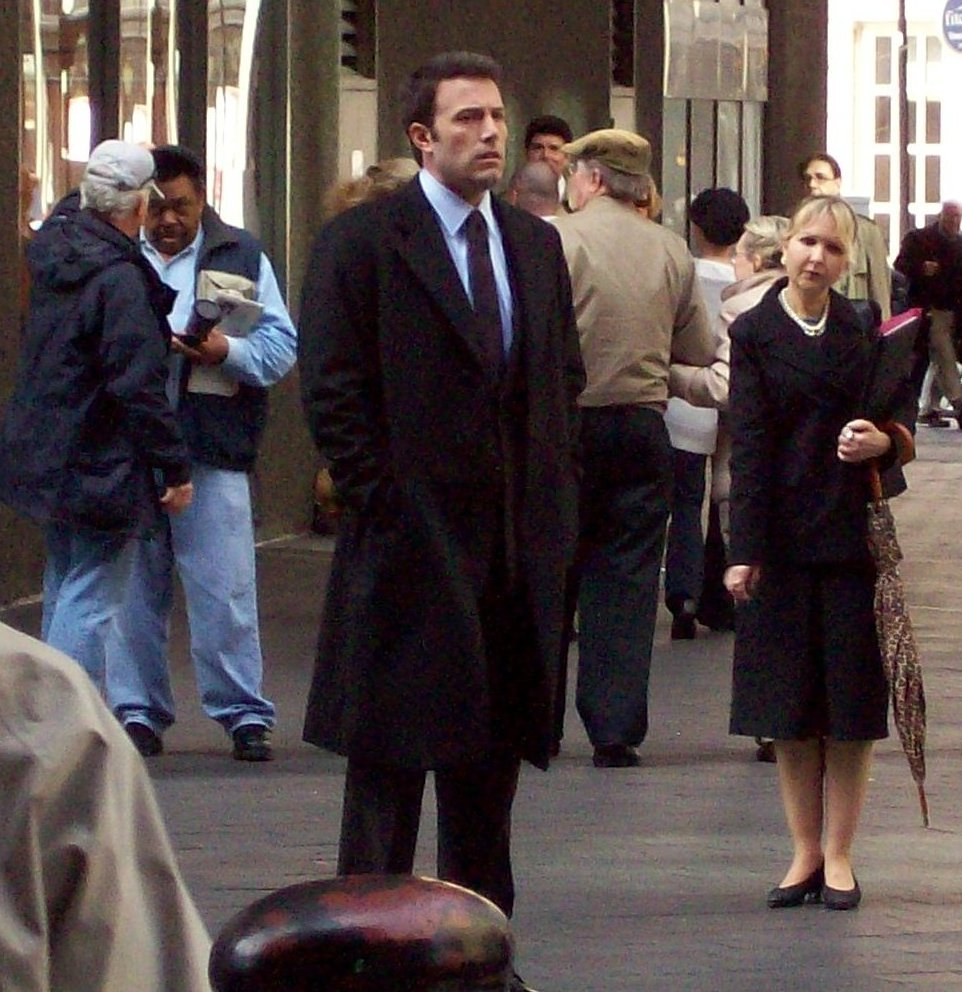
أفليك أثناء تصوير فيلم رجال الشركة في بوسطن في 2009.

في حين أن أفليك أراد «الحفاظ على التركيز الأساسي على الإخراج» للمضي قدمًا في حياته المهنية، مثل في 3 أفلام سنة 2009. في فيلم الكوميديا الرومانسية هو ليس معجبًا بكِ فحسب، بطولة جماعية، تمت الإشادة بالكيمياء بينه وبين جينيفر أنيستون. لعب أفليك دور عضو بالكونغرس الأمريكي في فيلم الإثارة السياسية حالة من اللعب. وجده ويزلي موريس من بوسطن غلوب «بارعًا جدًا في الدور الأكثر سخافة بالفيلم،» إلا أن ديفيد إدلستاين من مجلة نيويورك قال على أفليك: «قد يكون ذكيًا ورصينًا في الحياة [لكن] كممثل تدور عجلاته ببطء شديد.» لعب أفليك دورًا مساعدًا في الفيلم الكوميدي قليل المشاهدة المستخرج في دور ساقي حانة. وصف بيتر ترافرز من رولينغ ستون أداءه بأنه «بهجة غبية»، بينما صرحت مانوهلا دارغيس من صحيفة نيويورك تايمز بأنه «أداء حقيقي». في 2010، لعب أفليك بطولة فيلم رجال الشركة في دور مدير مبيعات من المستوى المتوسط تم تسريحه خلال الأزمة المالية 2007–2008. صرح ديفيد دينبي من مجلة النيويوركر أن أفليك «يقدم أفضل أداء له حتى الآن»، بينما وجد ريتشارد كورليس من مجلة تايم أنه «يكشف سقوط بوبي من الغطرسة إلى الإذلال».

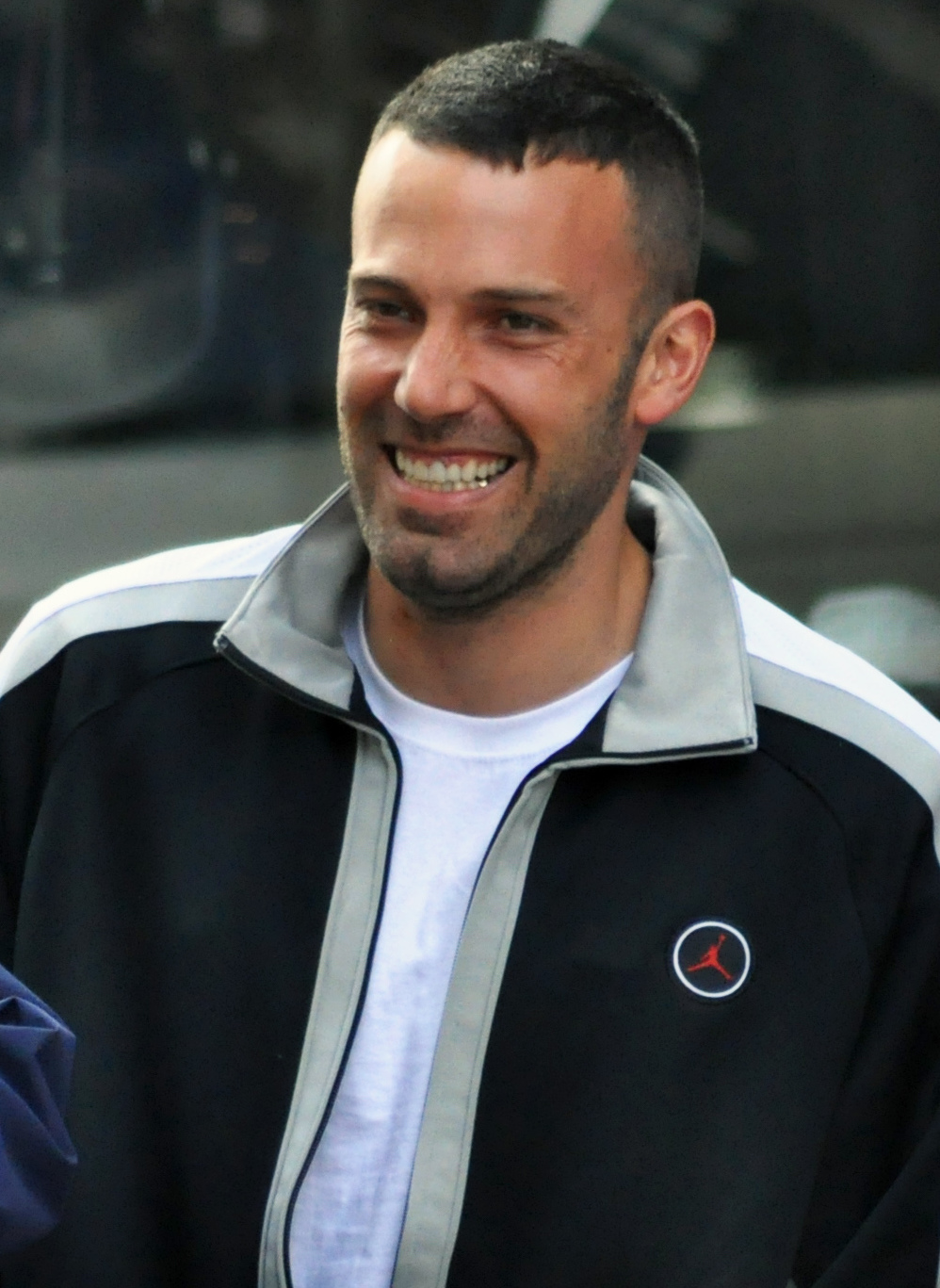
أفليك في موقع تصوير فيلم البلدة في 2010.

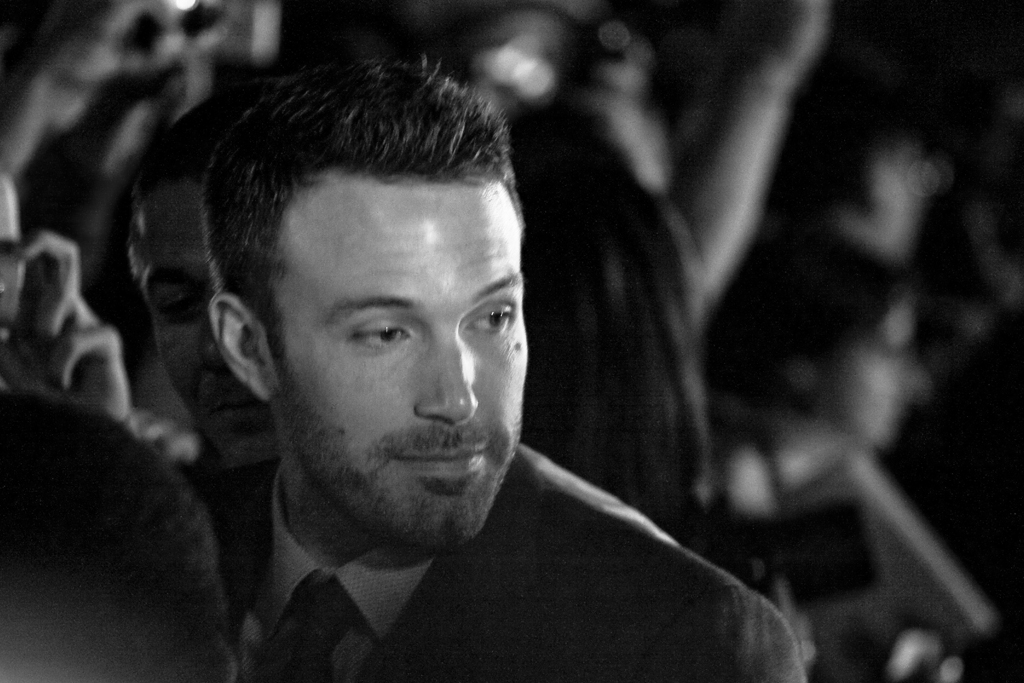
أفليك في العرض الأول لفيلم البلدة في مهرجان تورونتو السينمائي الدولي 2010.

بعد النجاح التجاري المتواضع لـرحلت الطفلة رحلت، طورت شركة وارنر بروس. علاقة عمل وثيقة مع أفليك وعرضت عليه اختياره لنصوص الاستوديو. قرر أفليك إخراج فيلم الدراما والجريمة البلدة (2010)، وهو فيلم مُقتبس من رواية أمير اللصوص لتشاك هوغن. كذلك أعاد كتابة السيناريو ولعب دور البطولة في الفيلم كسارق بنك. حقق الفيلم نجاحًا مفاجئًا في شباك التذاكر، واكتسب المزيد من الإشادة النقدية لأفليك. أشاد أ. أ. سكوت من صحيفة نيويورك تايمز بـ«مهارته وثقته بنفسه كمخرج جاد،» بينما لاحظ روجر إيبرت من شيكاغو سن-تايمز أنه: «لدى أفليك أشياء مثل المخرج الحقيقي. كل شيء موجود هنا. إنها إثارة فعالة، إنه يعمل عن كثب مع الممثلين، لديه إحساس بالسرعة.» كذلك في عام 2010، وقعت شركة إنتاج أفليك وديمون، بيرل ستريت فيلمز، صفقة إنتاج من النظرة الأولى في شركة وارنر بروس.

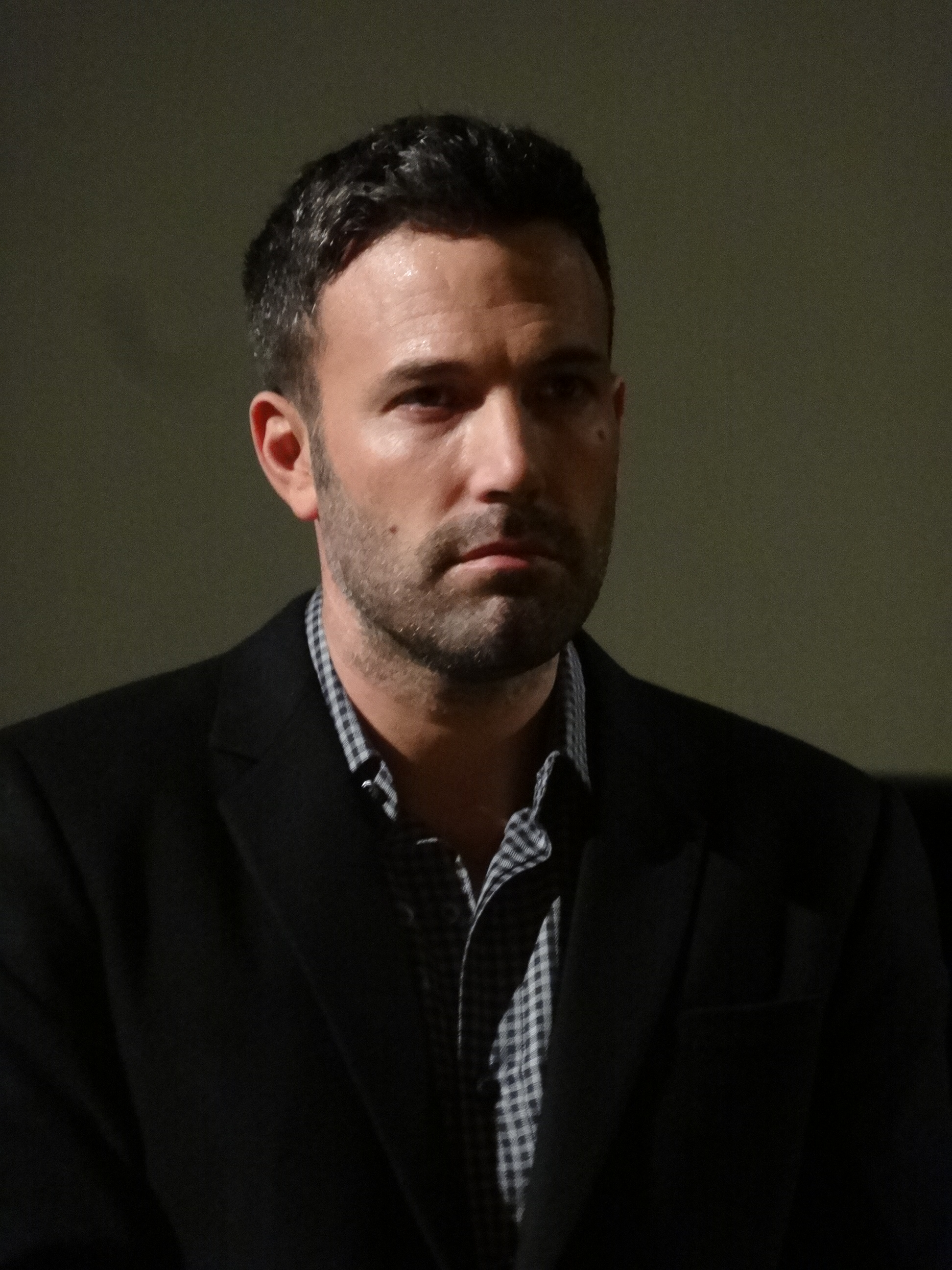
أفليك في مؤتمر صحفي لفيلم آرغو بباريس في 2012.

سرعان ما بدأ أفليك في العمل علي مشروعه التالي كمخرج، آرغو (2012)، لصالح وارنر بروس.. الفيلم من كتابة كريس تيريو ومن بطولة أفليك في دور عميل سري بالسي آي إيه، ويتحدث عن خطة وكالة المخابرات المركزية لإنقاذ ستة دبلوماسيين أمريكيين خلال أزمة رهائن إيران 1979 من خلال تزوير إنتاج فيلم خيال علمي واسع النطاق. قال أنتوني لان من النيويوركر إن الفيلم قدم «دليلًا إضافيًا على أننا كنا مخطئين بشأن بن أفليك». قال بيتر ترافرز من رولينغ ستون: «يتخذ أفليك الخطوة التالية في ما يبدو وكأنها مهنة إخراج رئيسية... إنه يوجه الجحيم للخروج منه، متقنًا الخطى المتسارعة، والفكاهة المفاجئة، والتشويق الحارق للأعصاب.» حقق الفيلم نجاحًا نقديًا وتجاريًا كبيرًا. وفاز بجائزة الأوسكار، والغولدن غلوب، والبافتا لأفضل فيلم. فاز فريق التمثيل بجائزة نقابة ممثلي الشاشة عن الأداء المتميز من قِبل طاقم تمثيل. فاز أفليك نفسه بجائزة الغولدن غلوب، وجائزة نقابة المخرجين الأمريكيين، وجائزة البافتا لأفضل مخرج، ليصبح أول مخرج يفوز بهذه الجوائز دون ترشيحًا لـجائزة الأوسكار لأفضل مخرج.

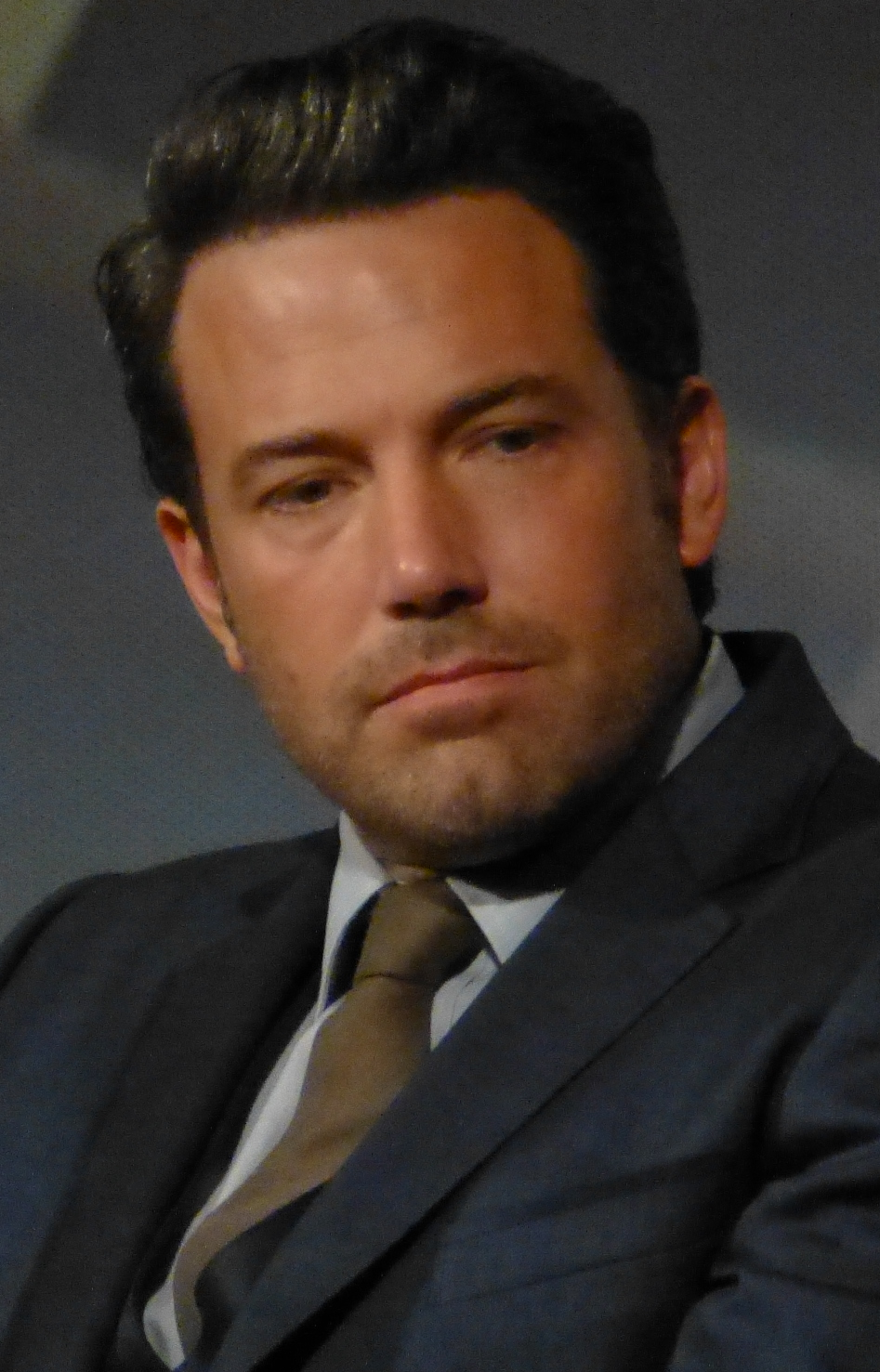
أفليك في العرض الأول لفيلم الفتاة المفقودة بمهرجان نيويورك السينمائي 2014.

في 2013، لعب أفليك دور رومانسي رئيسي في فيلم الدراما التجريبية يا للعجب للمخرج تيرينس ماليك. قابل ماليك، وهو صديق مقرب إلى عراب أفليك، لأول مرة أفليك في التسعينيات لتقديم نصيحة حول قصة غود ويل هانتينغ. استمتع بيتر برادشو من صحيفة الغارديان «بأداء يتسم بالكرامة والحساسية،» بينما وصف ريتشارد برودي من النيويوركر أفليك بأنه «مؤدٍ قوي وعضلي» الذي «ينقل إحساسًا بالشخصية العميقة والعنيدة». كان أداء أفليك كرئيس لعبة البوكر أبرز أحداث فيلم الإثارة المُراجع بشكل سيئ عداء عداء (2013). قالت بيتسي شاركي من صحيفة لوس أنجلوس تايمز أنه كان «قاتلًا واحدًا لشخصية، وأن أفليك يلعبه مثل كونشيرتو باخ – كل نوتة تم عزفها بشكل مثالي.» ثم قام بعد ذلك بتأجيل الإنتاج في مشروعه الإخراجي الخاص للعب دور البطولة كزوج مُتهم بالقتل في فيلم الإثارة النفسية الذي أخرجه ديفيد فينشر الفتاة المفقودة (2014). اختاره فينشر للدور جزئياً لأنه فهم شعور أن يتم تشويهك من قِبل صحافة التابلويد: «ما لا يعرفه العديد من الناس هو أنه ذكي مجنون، ولكن بما أنه لا يريد أن يصبح ذلك محرجاً، فهو يقلل منه. أعتقد أنه تعلم كيفية التزلج على السحر.» لاحظ ديفيد إدلستاين من مجلة نيويورك أن أسلوب فينشر المُتحكم به في الإخراج كان له تأثير «ملحوظ» على تمثيل أفليك: «لم أعتقد أنني سأكتب هذه الكلمات، لكنه يحمل الفيلم. إنه رائع.» وجد جاستن تشانغ من فارايتي أن أفليك «مثل الدور ببراعة»: «إنه منعطف صعب، يتطلب قدرًا من التقليل الدقيق والانعزال العاطفي، وهو يتقن ذلك تمامًا.» في 2015، تم إعادة مسلسل أفليك وديمون مشروع الضوء الأخضر بواسطة إتش بي أو لموسم واحد.

### 2016–2019: باتمان واستمراره في الإخراج

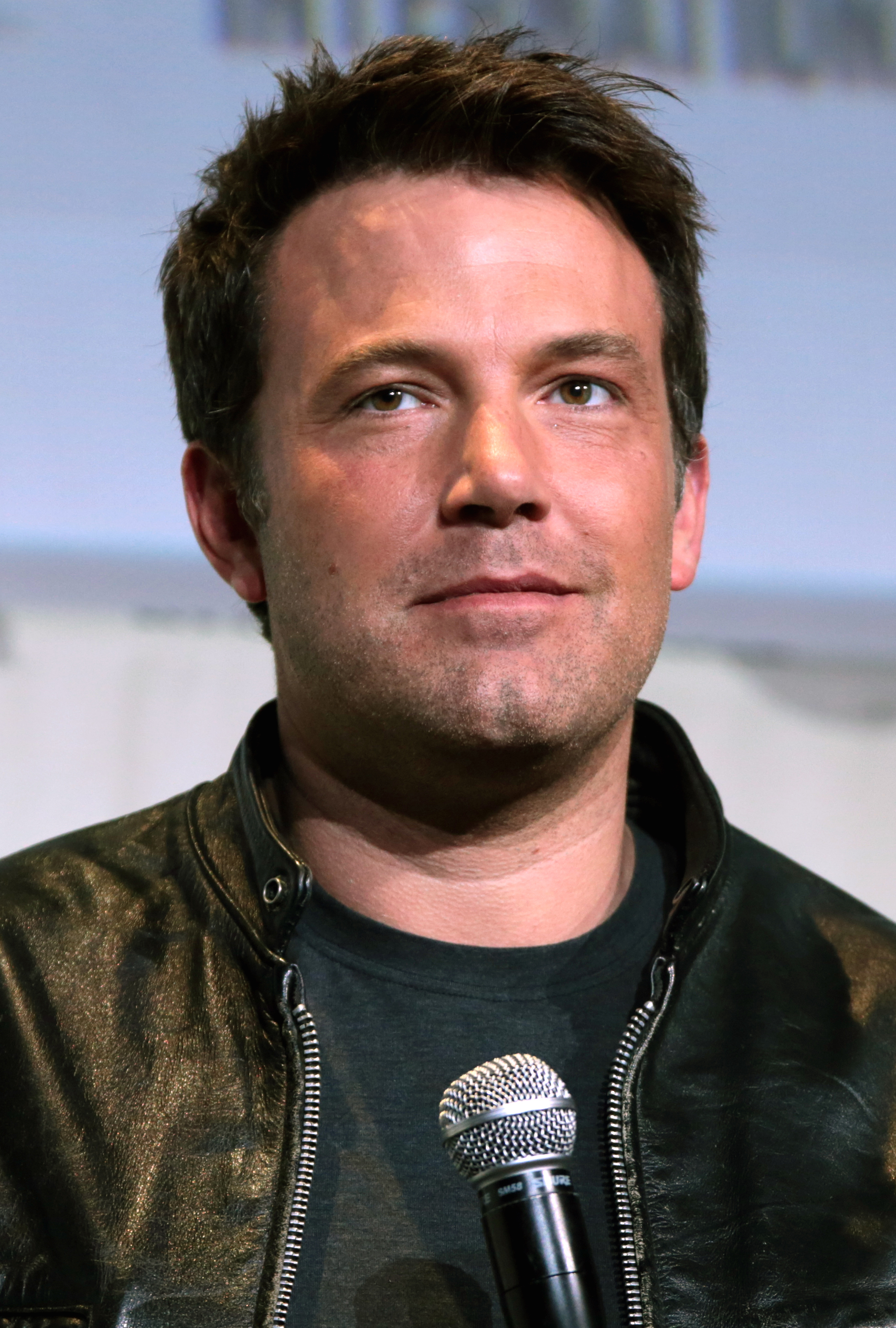
أفليك في سان دييغو كومك-كون في 2016.

نظرًا لسمعة أفليك المتزايدة كصانع أفلام، فإن قراره بلعب دور باتمان في فيلم البطل الخارق باتمان ضد سوبرمان: فجر العدالة (2016) اعتبره ديف إتزكوف من صحيفة نيويورك تايمز «خيارًا محيرًا نوعًا ما». على الرغم من أن إعلان اختيار الممثلين قوبل برد فعل غاضب من المعجبين شديد، إلا أن أداء أفليك حاز في النهاية على استقبال إيجابي. وجده أندرو باركر من فارايتي «حضورًا ساحرًا وغريب الأطوار،» بينما استمتع بريان ترويت من يو إس إيه توداي بأخذه طابع الشخصية «القوية» و«العاطفية بشكل مدهش». أعاد أفليك تمثيل دوره كباتمان في فيلم الفرقة الانتحارية في نفس العام، والذي ظهر فيه ظهورًا موجزًا. في نفس العام، لعب دور محاسب متوحد في فيلم الإثارة والأكشن المحاسب، والذي حقق نجاحًا تجاريًا غير متوقعًا. شعر بيتر ديبروغ من فارايتي أن سلوك «الصبي المجاور» لأفليك – «طبيعي جدًا وغير تمثيلي لدرجة أن معظم أدائه يجعلك تشعر وكأنك تشاهد أحد رفاقك هناك على الشاشة» – كان «مناسبًا بشكل رائع» لهذا الدور. تساءل ستيفن هولدن من صحيفة نيويورك تايمز لماذا ألزم أفليك نفسه بالفيلم، «يبدو بعيون ميتة وبائس بشكل مناسب».
تم إصدار فيلم دراما العصابات في عصر الحظر يعيش ليلا في أواخر 2016، والذي كان من كتابة، وإخراج، وبطولة أفليك، كما شارك في إنتاجه. الفيلم مُقتبس من رواية دينيس ليهان التي تحمل نفس الاسم، وقد تلقي مراجعات غير متحمسة إلى حد كبير وفشل في التعويض عن ميزانية الإنتاج البالغة 65 مليون دولار. وصف ديفيد سيمز من ذا أتلانتيك الفيلم بأنه «فوضى مذهلة من الفيلم» وانتقد أداء أفليك «القاسي وغير المريح». ولاحظ أنه أحد مشاهد الحركة الأخيرة «تقديمها بشكل رائع للغاية، وحبكتها واضحة وسهلة المتابعة، مما يذكرك بمهارة أفليك مع الكاميرا». في أكتوبر 2016، قاما أفليك وديمون بظهورًا مسرحيًا وحيًدا على خشبة المسرح لقراءة حية لنص فيلم غود ويل هانتينغ في مسرح سكيربول في نيويورك. تم إصدار فيلم البطل الخارق فرقة العدالة، والذي عاد فيه أفليك لدور باتمان، في عام 2017. ووصفه أفليك لاحقًا بأنه تجربة «صعبة» في موقع التصوير. اعتذر سنايدر عن استكمال الفيلم بسبب انتحار ابنته، وكانت معاملة المخرج البديل جوس ويدن للممثلين موضوع شكاوى، حتي أن أفليك نفسه كان يعاني من مشاكل إدمان. تلقي الفيلم آراء متباينة من النقاد؛ كتب تود مكارثي من هوليوود ريبورتر أن أفليك «يبدو أنه يفضل أن يكون في أي مكان آخر غير هنا.»
في وسط انتكاس إدمان الكحول، لم يعمل أفليك في عام 2017. وقد اعتذر عن إخراج وكتابة، وفي النهاية، عن بطولة ذا باتمان، قائلاً إنه «لم يستطيع كسره» ولم يعد يشعر «بالحماسة» تجاه القصة. بعد سنوات، قال إن إدمانه على الكحول كان أيضًا عاملاً في قراره. تم تأجيل تصوير فيلم الإثارة والاتجار بالمخدرات تربل فرونتير لمدة ستة أشهر من أجل استيعاب علاجه «لمشاكل صحية». عند إصدار الفيلم في عام 2019، قال رودريغو بيريز من ذا بلاي ليست أن المخرج جي. سي. شاندور «يترجل الكثير من الأميال من قصة أفليك الحزينة وربما يميل كل من المخرج والممثل إلى الفكرة.» أيضًا في عام 2019، ظهر أفليك كضيف شرف في إعادة إنتاج غاي وبوب الصامت، بعد أن كان لديه القليل من الاتصال مع كيفن سميث منذ عمل بائعين 2 في عام 2006. لعب أفليك دورًا مساعدًا في فيلم الإثارة السياسية للمخرجة دي ريس آخر شيء يريده (2020)، حيث لعب دور دبلوماسي. تلقي فيلم نتفليكس، والذي بدأ تصويره في منتصف 2018، آراء سلبية من النقاد، حيث وصفت تومريس لافلي من فارايتي أداء أفليك بأنه «تمت إزالته بشكل غريب».

### 2020–حتى الآن: أدوار مساعدة
تمت الإشادة على نطاق واسع بدور البطولة الذي لعبه أفليك كمدمن على الكحول مُتعافي في فيلم الدراما الرياضية طريق العودة (2020). كانت موضوعات الفيلم «قريبة من المنزل» بالنسبة لأفليك. وقد تعرض للانتكاس خلال مرحلة ما قبل الإنتاج في عام 2018، فتم تصوير الفيلم في الأيام التي تلت مغادرته مركز إعادة التأهيل؛ وافق أفليك على وضع أجره في الضمان ورافقه إلى موقع التصوير مدرب ثمالة. قال ريتشارد لوسون من فانيتي فير إنه كان من الصعب تجنب «الزاوية الوصفية» للفيلم: «يتعامل أفليك مع مهمة وعيه الذاتي بتواضع سخي—حيث يقدم أداءً مبنيًا لا علي لحظات التمثيل المسرحي أو الممثل الكبير، ولكن بدلاً من ذلك من التفاصيل الفوضوية لرجل في محنة مستقرة». أشاد ديفيد سيمز من ذا أتلانتيك «بالدقة»، و«الحساسية»، و«اللياقة البدنية المتثاقلة» لأدائه، واصفًا إياه بأنه العمل «الأكثر متعة والأكثر طبيعية» في حياته المهنية. نظرًا لوباء كوفيد-19، أُغلقت دور العرض السينمائي في الأسبوع الثاني من إصدار الفيلم، فأتاحته وارنر بروس. للعرض حسب الطلب في وقت أبكر من الموعد المحدد. ترشح أفليك لجائزة أفضل ممثل عن دوره في الفيلم في حفل توزيع جوائز اختيار النقاد لعام 2021. أيضًا في 2021، عُرض في نسخة المخرج لفيلم جاستس ليغ لسنايدر مشهدًا تم تصويره حديثًا مع أفليك.
قدم أفليك دورين مساعدين في عام 2021. لعب دور أرستقراطي متعة في فيلم دراما العصور الوسطي للمخرج ريدلي سكوت المبارزة الأخيرة؛ كما شارك في كتابة سيناريو الفيلم مع مات ديمون ونيكول هولوفسنر. قال بن كرول من إنديواير أن أفليك، «يبالغ في أدائه تحت شعر كثيف أشقر التبييض»، كان «مجرد فرحة مطلقة كلما ظهر على الشاشة». أُعجب بيلغي إبيري من مجلة نيويورك بأداء أفليك «المتغطرس» باعتباره «بيير الخسيس بشكل رائع، إبداع رائع بالخارج لا ينبغي أن يعمل على الإطلاق ومع ذلك يصبح محركًا للبهجة الغير مستقرة.» قال بريان ترويت من يو إس إيه توداي إنه «يسرق الفيلم»: «يبدو أنه كتب أكثر الشخصيات إمتاعًا في الفيلم لنفسه، لكننا سنسمح بذلك.» في ديسمبر 2021، لعب أفليك شخصية أب بديل في فيلم دراما بلوغ سن الرشد لـجورج كلوني حانة العطاء. عُرض الفيلم لأول مرة في مهرجان لندن السينمائي، حيث قال كلوني أنه اختار أفليك للدور لأنه «ذكي للغاية، ويمكنه أيضًا أن يُبلي بلاًء حسنًا كغومبا الكبير.» كتبت شيري ليندن من هوليوود ريبورتر أن العم تشارلي كان «شخصية لا تُنسى، منذ ظهوره الأول على الشاشة» واستمتعت بـ«الأداء اللافت للنظر» و«المتأثر بشكل رائع» لأفليك. وصفه بيت هاموند من ددلاين بأنه «دور وُلد ليلعبه»، حيث كتب أنه قدم «بجمال وعلم» «صورة لا تُنسى للعم الذي كنت تتمنى لو كان لديك.» قال كيفن ماهر من صحيفة ذا تايمز إنه لعب الدور «بمهارة وعمق غير عاديين»: «إنه يهيمن على كل مشاهده، من خلال مزح قُدم ببراعة، ولقطات ردود الأفعال الكوميدية أو كاريزما الكلب الحزين المطلقة وحدها.» ترشح أفليك لأجل الدور لجائزة غولدن غلوب وجائزة نقابة ممثلي الشاشة لأفضل ممثل مساعد. في عام 2022، لعب أفليك دور البطولة مع آنا دي أرماس في فيلم الإثارة للمخرج أدريان لين مياه عميقة، وهو فيلم مُقتبس من رواية تحمل نفس الاسم لباتريشيا هايسميث.
لدي أفليك خمس مشاريع في مرحلة ما بعد الإنتاج. سيكون مشروعه الإخراجي الخامس، والذي هو عبارة عن فيلم دراما تسويق رياضي حول توقيع نايكي مع مايكل جوردن، من بطولة فيولا ديفيس وديمون، بينما سيلعب أفليك دور فيل نايت كدور مساعد. شارك كل من أفليك وديمون في كتابة السيناريو مع أليكس كونفيري. سيقوم أفليك ببطولة فيلم الإثارة والأكشن منوم للمخرج روبرت رودريغيز، حيث سيلعب دور محقق. كما سيظهر كضيف شرف بدور باتمان في فيلمي أكوا مان والمملكة المفقودة (2023) وفلاش (2023)، وسيظهر كضيف شرف في بائعين 3 لكيفن سميث.

## الترشيحات والجوائز

### الأوسكار
- أفضل نص أصلى عام 1998 عن فيلم Good Will Hunting وفاز بها بالمشاركة مع صديقه الممثل مات ديمون.
- أفضل فيلم Argo فاز بها بالمشاركة مع جورج كلوني وغرانت هيسلوف بصفتهم منتجي الفيلم.[215]

### غولدن غلوب
- أفضل سيناريو عام 1998 عن فيلم Good Will Hunting وفاز بها بالمشاركة مع مات ديمون.
- أفضل ممثل مساعد عام 2007 عن فيلم Hollywoodland (لم يفز).
- أفضل إخراج عام 2012 عن فيلم Argo (فاز).

## أعماله

### ممثل

#### فيلم
| السنة | العنوان                            | الدور               | ملاحظات       |
| ----- | ---------------------------------- | ------------------- | ------------- |
| 1981  | The Dark End of the Street         | فتى في الشارع       |               |
| 1987  | Hands of a Stranger                | بيلي                | فيلم تلفزيوني |
| 1991  | Daddy                              | بن واتسون           | فيلم تلفزيوني |
| 1992  | School Ties                        | تيستي               |               |
| 1992  | Buffy the Vampire Slayer           | لاعب كرة السلة 10   | غير مذكور     |
| 1993  | Dazed and Confused                 | فريد أوبانين        |               |
| 1995  | Mallrats                           | شانون هاملتون       |               |
| 1996  | Glory Daze                         | جاك                 |               |
| 1997  | Chasing Amy                        | هولدن ماكنيل        |               |
| 1997  | Going All the Way                  | توم كاسلمان         |               |
| 1997  | Good Will Hunting                  | تشاكي سوليفان       |               |
| 1998  | شكسبير عاشقا                       | إدوارد ألان         |               |
| 1998  | أرمجدون (فيلم)                     | أي جي فورست         |               |
| 1998  | Phantoms                           | الشريف بريس هاموند  |               |
| 1999  | Dogma                              | بارتليبي            |               |
| 1999  | Forces of Nature                   | بن هولمز            |               |
| 1999  | 200 Cigarettes                     | نادل                |               |
| 2000  | Bounce                             | بدي أمارال          |               |
| 2000  | Reindeer Games                     | رودي دنكان          |               |
| 2000  | Boiler Room                        | جيم يونغ            |               |
| 2000  | Joseph: King of Dreams             | جوزيف               | صوت           |
| 2001  | Jay and Silent Bob Strike Back     | هولدن ماكنيل/نفسه   |               |
| 2001  | Daddy and Them                     | لورانس بوين         |               |
| 2001  | Pearl Harbor                       | كابتن راف مكالي     |               |
| 2002  | The Sum of All Fears               | جاك راين            |               |
| 2002  | Changing Lanes                     | غافن بانيك          |               |
| 2002  | The Third Wheel                    | مايكل               |               |
| 2003  | Daredevil                          | مات موردوك          |               |
| 2003  | Gigli                              | لاري جيجلي          |               |
| 2003  | Paycheck                           | مايكل جينينغز       |               |
| 2004  | Surviving Christmas                | درو لاثام           |               |
| 2004  | Jersey Girl                        | أولي ترينك          |               |
| 2005  | Elektra                            | مات موردوك          | مشاهد محذوفة  |
| 2006  | Clerks II                          | Gawking Guy         |               |
| 2006  | Man About Town                     | جاك                 |               |
| 2006  | Hollywoodland                      | جورج ريفز           |               |
| 2007  | Smokin' Aces                       | جاك دوبري           |               |
| 2009  | He's Just Not That Into You        | Neil                |               |
| 2009  | State of Play                      | ستيفن كولينز        |               |
| 2009  | Extract                            | دين                 |               |
| 2010  | The Company Men                    | بوبي ووكر           |               |
| 2010  | The Town                           | Doug MacRay         |               |
| 2012  | Argo                               | توني منديز          |               |
| 2013  | To the Wonder                      | نيل                 |               |
| 2013  | Runner Runner                      | إيفان بلوك          |               |
| 2014  | Gone Girl                          | نيك دان             |               |
| 2016  | Batman v Superman: Dawn of Justice | بروس واين / باتمان  |               |
| 2016  | Suicide Squad                      | بروس واين / باتمان  |               |
| 2016  | The Accountant                     | كريس وولف           |               |
| 2017  | Live by Night                      | جو كافلين           |               |
| 2017  | Justice League                     | بروس واين / باتمان  |               |
| 2019  | Triple Frontier                    | توم "ريدفلاي" ديفيس |               |
| 2019  | Jay and Silent Bob Reboot          | هولدن ماكنيل        |               |

#### تلفزيون
| السنة | العنوان                         | الدور            | ملاحظات                                                |
| ----- | ------------------------------- | ---------------- | ------------------------------------------------------ |
| 1984  | The Voyage of the Mimi          | سي. تي. جرانفيل  | 13 حلقة                                                |
| 1986  | ABC Afterschool Special         | داني كولمان      | حلقة: "Wanted: The Perfect Guy"                        |
| 1988  | The Second Voyage of the Mimi   | سي. تي. جرانفيل  | 12 حلقة                                                |
| 1991  | Almost Home                     | كيفن جونسون      | حلقة: "Is That All There Is?"                          |
| 1993  | Against the Grain               | جو ويلي كليمونز  | 8 حلقات                                                |
| 1994  | Lifestories: Families in Crisis | آرون هنري        | حلقة: "A Body to Die For: The Aaron Henry Story"       |
| 2000  | Saturday Night Live             | مضيف             | حلقة: "Ben Affleck/فيونا أبل"                          |
| 2004  | Saturday Night Live             | مضيف             | حلقة: "Ben Affleck/N.E.R.D." حلقة: "Ben Affleck/Nelly" |
| 2008  | Saturday Night Live             | مضيف             | حلقة: "بن أفليك/ديفيد كوك"                             |
| 2009  | Curb Your Enthusiasm            | الرجل عند المتجر | حلقة: "Officer Krupke"                                 |
| 2013  | Saturday Night Live             | مضيف             | حلقة: "بن أفليك/كانييه ويست"                           |

### مخرج
| 1993 | I Killed My Lesbian Wife | انا قتلت زوجتي المثلية |  |
| 2012 | Argo                     | آرجو                   |  |

## الحياة الخاصة

### علاقته مع جينيفر غارنر

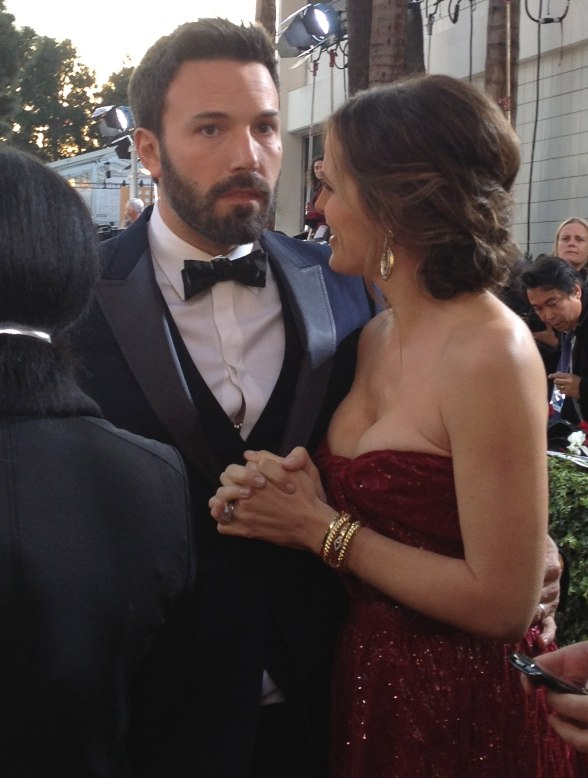
أفليك مع جينيفر غارنر في حفل توزيع جوائز الغولدن غلوب السبعون في 2013.

تزوج أفليك الممثلة جينيفر غارنر من 2005 حتي 2018. بدآ بالمواعدة منذ أغسطس 2004، بعد أن أصبحا صديقين منذ أن تقابلا في مواقع تصوير فيلمي بيرل هاربر (2001) وديردفيل (2003). وقد تزوجا في 29 يونيو 2005، في حفل خاص بتوركس وكايكوس. كان فيكتور جاربر، والذي ترأس الحفل، وشريكه، راينر أندريزين، الضيفين الوحيدين. لدي أفليك وغارنر ثلاثة أبناء، ابنتان وابن، هم: فيوليت آن (ولدت في ديسمبر 2005)، وسيرافينا روز إليزابيث (ولدت في يناير 2009)، وصموئيل غارنر (ولد في فبراير 2012).
أعلنا انفصالهما علانيةً في يونيو 2015، مع استمرار أفليك في العيش في دار ضيافة في منزل العائلة حتى منتصف عام 2017. وقد قدما معًا طلبًا للطلاق في أبريل 2017، سعياً وراء حضانة مادية وقانونية مشتركة لأطفالهم، وقد تم إنهاء الطلاق في أكتوبر 2018. في عام 2020، وصف أفليك الطلاق بأنه «أكبر ندم في حياتي» و«تجربة مؤلمة، حتى لو كنت على أفضل الشروط الممكنة وتوافق على أنه الخيار الأفضل.» وذكر أيضاً أنه لم يتصور نفسه مطلقاً شخصًا مُطلقًا، وأنه كان متردداً في الطلاق بسبب تأثيره على أطفاله.
بينما يعتقد أن اهتمام الباباراتزي هو «جزء من صفقة» النجومية، انتقد أفليك علانيًة الصور التي تم التقاطها في مكان إقامته الخاص واهتمام الباباراتزي بأطفاله على وجه التحديد، حيث قال أن أطفاله أصبحوا مصدر جذب «أموال كبيرة» للمصورين الذين ينتظرون خارج منزله. في عام 2013، استضاف أفليك وغارنر حدثًا للمشرعين في منزلهم لدعم مشروع قانون من شأنه حماية أطفال المشاهير من مضايقات المصورين؛ ألقت ابنتهما، والتي كانت تبلغ من العمر وقتها ست سنوات، خطابًا عن تجربتها الشخصية. كما أدلت غارنر بشهادتها أمام اللجنة القضائية لجمعية كاليفورنيا لدعم مشروع القانون، والذي أصبح فيما بعد قانونًا. على الرغم من القانون، لا يزال المصورون ينتظرون بانتظام خارج مدارس أطفالهم وكانت مساعدة الشرطة مطلوبة في بعض الأحيان. في عام 2014، جادل أفليك لصالح قانون على غرار المملكة المتحدة يتطلب من المنابر الإعلامية تشويش وجوه الأطفال في الصور المنشورة. وقال إن هناك «مخاطر عملية حقيقية» تتعلق باهتمام الباباراتزي، مستشهداً بمُلاحِق غارنر منذ فترة طويلة، ستيفن بيركي، والذي اعتُقل في ديسمبر 2009 أثناء محاولته الاندماج مع الباباراتزي خارج حضانة ابنتهم. ووُجهت إليه تهمتي مطاردة، لكنه اعترف بأنه غير مذنب بسبب الجنون. في مارس 2010، حُكم عليه بالجنون، وأُرسل إلى مستشفى ولاية كاليفورنيا للأمراض العقلية، وأُمر بالابتعاد عن عائلة أفليك-غارنر لمدة 10 سنوات إذا تم إطلاق سراحه.

### علاقته مع جينيفر لوبيز
بدأ أفليك بمواعدة جينيفر لوبيز من 2002 إلى 2004. أصبحا صديقين في موقع تصوير فيلم غيغلي في ديسمبر 2001، كما التقيا في السابق في حفلات المجال. وبدآ علاقة رومانسية في يوليو 2002 عندما تقدمت لوبيز بطلب الطلاق من زوجها الثاني، كريس جود. تم الإعلان عن علاقتهما على نطاق واسع، حيث أشارت إليهما صحف التابلويد باسم بنيفر، أول لفظ منحوت للمشاهير من نوعه. وقد ظهرا سويا في الفيديو الموسيقي لأغنية لوبيز «جيني من ذلك المبني» وفيلم أفليك فتاة جيرسي. كان ألبوم لوبيز هذا أنا... ثم إهداءًا إلى وإلهامًا من أفليك. تمت خطوبتهما في نوفمبر 2002، لكن تم تأجيل حفل زفافهما الذي كان مُقررًا في 14 سبتمبر 2003، مع إشعار أربعة أيام بسبب «الاهتمام الإعلامي المفرط». وقد فسخا خطوبتهما في يناير 2004.
ظل أفليك ولوبيز على اتصال من حين لآخر في السنوات التي أعقبت انفصالهما وأشادا ببعضهما البعض في العلن. وفقًا لدي لوبيز، كان عدم ارتياح أفليك لتدقيق وسائل الإعلام أحد أسباب انفصالهما، وبعد سنوات، وصفته بأنه «أول حسرة حقيقية لها»: «أعتقد أنه في وقت مختلف، في أمر مختلف، من يعرف ما يمكن أن يحدث ولكن كان هناك حبًا حقيقيًا.» أثناء ارتباطهما وفي الأشهر التي أعقبت انفصالهما، وصف أفليك بعض التعليقات الإعلامية على أنها متجذرة في العنصرية، والطبقية، والتمييز على أساس الجنس: «كان يُعتقد أننا نوعان مختلفان من الناس.» في السنوات اللاحقة، رفض «الفكرة الغريبة» القائلة بأنه يجب أن ينظر إلى العلاقة على أنها خطأ، وانعكس على ثقافة التابلويد السائدة في ذلك الوقت «حيث يتعلق الأمر بشخص واحد ويركز الجميع عليهم.» وقد أقر أفليك أن «هناك طرقًا ساهمت بها في ذلك»، مستشهداً بالفيديو الموسيقي لـ«جيني من ذلك المبنى» ومقابلة ترويجية مشتركة لـغيغلي. قال إن أيا منهما «لم يتوقع» درجة الاهتمام التي سيحصلان عليها: «أعتقد أن جين وأنا أخطأنا في أننا وقعنا في الحب، كنا متحمسين وربما يُسهل الوصول إلينا.»
عاد أفليك إلى لوبيز مرة أخرى وتواعدا في أبريل 2021، أي بعد 20 عامًا علي لقائهما الأول. وأعلنا خطوبتهما الثانية في 8 أبريل 2022. وقد تزوجا في لاس فيغاس في 16 يوليو 2022، ليصبح أفليك زوج والدة توأمي لوبيز، ماكس وإيمي مونييز (ولدا في فبراير 2008).

### علاقات أخرى
كانت أول علاقة رئيسية لأفليك مع مخرجة الأفلام القصيرة شايان روثمان، والذي بدأ بمواعدتها منذ المدرسة الثانوية وظل معها لمدة سبع سنوات.
بدأ أفليك بمواعدة الممثلة جوينيث بالترو في أكتوبر 1997 بعدما التقيا في عشاء ميرماكس، ثم عملا سويا لاحقًا في فيلم شكسبير في الحب في عام 1998. علي الرغم من أن انفصالهما الأول كان في يناير 1999، إلا أنه بعد أشهر، أقنعت بالترو أفليك بالتمثيل معها في فيلم ارتداد (2000) وسرعان ما استأنفا علاقتهما. وانفصلا مرة أخرى في أكتوبر 2000. في 2015، قالت بالترو أنهما أصدقاء.
كان أفليك علي علاقة طويلة المدى مع المنتجة التلفزيونية المقيمة في نيويورك ليندسي شوكس من منتصف 2017 إلى منتصف 2018؛ وقد تواعدا مرة أخرى لفترة وجيزة في أوائل 2019. عملت شوكس كرئيسة قسم المواهب في ساترداي نايت لايف في ذلك الوقت، وهو العرض الذي استضافه أفليك خمس مرات منذ عام 2000. واعد أفليك الممثلة الكوبية آنا دي أرماس، والتي قابلها في موقع تصوير فيلمهما مياه عميقة في خريف عام 2019، من أوائل عام 2020 إلى أوائل عام 2021.

### صحته
هنالك تاريخ من الإدمان والأمراض العقلية في عائلة أفليك. كان اثنان من أجداده مدمنين على الكحول. كانت جدته لأبيه، والتي توفيت بالانتحار عن عمر يناهز 46 عامًا، مدمنة على الكحول والباربتيورات. كان عمه مدمنًا توفي من جراء إصابة نفسه بطلق ناري. كانت عمته مدمنة هيروين. حضر أفليك اجتماعات دعم العنون عندما كان طفلاً بسبب مشاكل إدمان والده. شقيقه مدمن على الكحول مُتعافى.
أصبح شرب أفليك مصدر قلق عندما كان في الخامسة عشرة من عمره. أرسلته والدته إلى معسكر «منضم إلى الخارج» للحياة البرية للمراهقين المعرضين للخطر، بعد أن فكرت أولاً في برنامج تعافي سكني. أصبح أفليك ممتنع عن الشرب في منتصف العشرينات من عمره، مصرحًا في مقابلة عام 1998 أن الكحول كان «خطيرًا» بالنسبة له. وقد تلقى علاجًا داخليًا من الإدمان في عام 2001 وحافظ على صحوه «لمدة عامين» بعد ذلك. في السنوات اللاحقة، رفض مناقشة إدمانه للكحول بالتفصيل ووصفها لاحقًا بأنها فترة «كان يشرب فيها بشكل طبيعي نسبيًا». «فكرت، 'أريد أن أشرب فقط كشخص عادي. أريد أن أشرب الخمر على العشاء.' واستطعت ذلك لمدة ثماني سنوات.» بدأ أفليك بالتدريج يشرب «أكثر فأكثر» وفي النهاية كان يشرب حتى «فقد وعيه» كل ليلة. قبل مواعدة أفليك، عندما كانت جينيفر غارنر تصور 13 أصبحت 30 (2004)، «اقترح مخرجها، غاري وينيك، أن تنخرط مع الأنون، وهي مجموعة للأشخاص الذين يعيشون مع المدمنين.» سيكون هذا مفيدًا لاحقًا، حيث دعمت صراع أفليك مع إدمان الكحول أثناء زواجهما وبعد الانفصال. عاد أفليك إلى العلاج السكني في عام 2017، و، بعد انتكاس وتدخل موثق علنًا، مرة أخرى في عام 2018. في أواخر عام 2019، صورته تي إم زي وهو يتعثر في شارع لوس أنجلوس؛ اعترف في اليوم التالي بأنه حصل على «زلة» قصيرة بعد أكثر من عام علي الصحو من سكره. وصف الحادث في وقت لاحق بأنه «محرج»: «أتمنى لو لم يحدث. أتمنى حقًا ألا يكون على الإنترنت ليراه أطفالي.»
يعاني أفليك من القلق والاكتئاب، ويتناول مضادات الاكتئاب منذ سن 26 عامًا. قال إنه استخدم الكحول للتخفيف من الشعور الدائم «بعدم الراحة» وقال أنه «استغرق مني وقتًا طويلاً لأعترف بنفسي بشكل أساسي، وبعمق، وبدون أدنى شك بأنني مدمن على الكحول.» يتبع أفليك برنامج الاثنتي عشرة خطوة. خلال النشرة الصحفية لـطريق العودة في عام 2020، انفتح أفليك على إدمانه لكنه شدد على أنه شعر بأنه «ضعيف» ولم يكن ينوي «الاستمرار في الحديث عن هذه القضية إلى الأبد»، قائلاً: «أعتقد أن القيمة، إذا كان هناك قيمة في حديثي عن التعافي من إدمان الكحول، وهي أنه يجب ألَّا تكون من أنت. يجب ألَّا تكون هذه العلامة التي على رأسك.» أثناء إجراء مقابلات لـحانة العطاء، وهو فيلم له أوجه تشابه مع خلفية عائلة أفليك الخاصة، تحدث عن تأثير نشأته مع أبٍ مدمن على الكحول وغالبًا ما يكون غائبًا – وكيف أثر ذلك جزئيًا على قراراته وكفاحه مع إدمان الكحول. وفقًا لأفليك، فقد تمكن من البقاء بصحة جيدة وصاحٍ منذ أوائل عام 2020.

### احترافه القمار

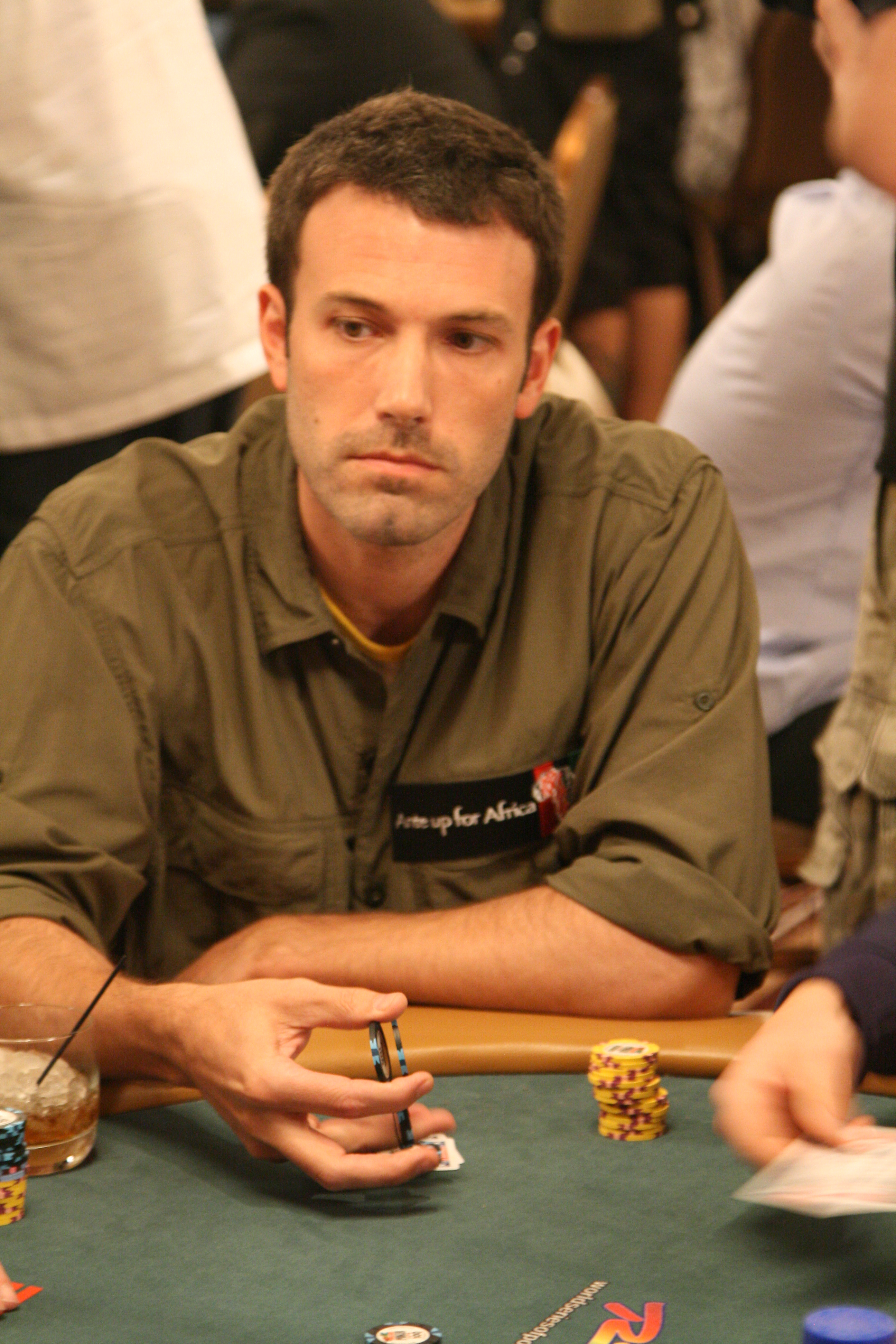
أفليك في السلسلة العالمية للبوكر 2008 في لاس فيغاس، نيفادا.

فاز أفليك ببطولة كاليفورنيا للبوكر 2004، حاصلاً على الجائزة الأولى البالغة 356,400 دولار وتأهل للبطولة النهائية لجولة البوكر العالمية لعام 2004. كان أفليك واحدًا من العديد من المشاهير، جنبًا إلى جنب مع ليوناردو دي كابريو وتوبي ماغواير، واللذان شاركا في ألعاب بوكر مولي بلوم عالية المخاطر في منتصف الألفينات. في عام 2014، طُلب من أفليك الامتناع عن لعب بلاك جاك في فندق هارد روك في لاس فيغاس، بعد سلسلة من الانتصارات أثارت الشكوك في أنه كان يعد الأوراق، وهي إستراتيجية القمار القانونية، على الرغم من رفض الكازينوهات. نفى أفليك مرارًا وتكرارًا تقارير التابلويد عن إدمان القمار.

### ديانته
نشأ بن أفليك في الكنيسة الأسقفية الأمريكية، وفي مقابلة عام 2003، وصف أفليك نفسه بأنه بروتستانتي «غير ممارس»، وبعد ذلك أدرج إنجيل متى كأحد الكتب التي أحدثت اختلافًا في حياته. لم تكن عائلته متدينة. وقام بتعميد كل من أولاده الثلاثة كأعضاء في الكنيسة الميثودية المتحدة. في عام 2012، وصف نفسه بأنه لاأدري. وفي عام 2015، بدأ بحضور خدمات الكنيسة الميثودية الأسبوعية في لوس أنجلوس. عندما سُئل عن إيمانه في عام 2020، قال أفليك «لقد كان صراعًا بالنسبة لي»: «ليس لدي شعور بوجود رجل مجسم في الأعلى يضغط على الأزرار، يبدو ذلك صعبًا بالنسبة لي، ولكن برنامج الاثنتي عشرة خطوة مبني على الإيمان … لقد ساعدني الايمان أن اتعافى كمدمن علي الكحول.»

### أصوله
ينحدر معظم أصول أفليك من الإنجليزية، والأيرلندية، والاسكتلندية، والألمانية. يُقال إنه الجد الأكبر لأفليك من جهة الأم، هاينريش بولدت، والذي، بعمر 12 عامًا، اكتشف مصادفةً قرص كرمسون، هاجر من بروسيا في أواخر أربعينيات القرن التاسع عشر.
ظهر أفليك في مسلسل بي بي إس الخاص بعلم الأنساب تتبع جذورك في عام 2014. وعندما أُخبر أن سلفًا كان مالكًا للعبيد في جورجيا، أجاب: «يا إلهي. إنه يمنحني نوعاً من شعور بالترهل لرؤية علاقة بيولوجية بذلك. ولكن، كما تعلم، ها هو، جزء من تاريخنا … فنحن نميل إلى فصل أنفسنا عن هذه الأمور بالقول، ‹إنه مجرد تاريخ جاف، وقد انتهى كل شيء الآن›.» أظهرت رسائل البريد الإلكتروني المُسربة من فضيحة قرصنة البريد الإلكتروني لشركة سوني لعام 2015 أنه بعد التصوير، شعر أفليك بعدم الارتياح تجاه المقطع، والذي لم يتم تضمينه في البث النهائي. صرح مضيف البرنامج، البروفيسور هنري لويس غيتس جونيور: «ركزنا على ما شعرنا أنها الجوانب الأكثر إثارة للاهتمام في أسلافه.» توصل تحقيق داخلي أجرته بي بي إس إلى الاستنتاج أن أفليك استخدم «تأثيرًا غير مناسبًا» على عملية التحرير وأن منتجي البرنامج، بما في ذلك غيتس، قد انتهكوا معايير بي بي إس من خلال إخفاء المعلومات بشكل غير لائق. تم تأجيل البرنامج مؤقتًا، واستؤنف بعد إضافة مدقق حقائق و«خبير أنساب مستقل» إلى طاقم البرنامج. تمت إزالة حلقة أفليك من أرشيف البرنامج عبر الإنترنت.
في 2009، اكتشفت جمعية نيو إنجلاند لعلم الأنساب التاريخية أن أفليك هو ابن العم الحادي عشر للرئيس الرابع والأربعين للولايات المتحدة، باراك أوباما.

### ادعاءات أنا أيضاً
خلال حركة أنا أيضاً في عام 2017، اتهمت امرأتان أفليك بالسلوك غير اللائق. صرحت الممثلة هيلاري بورتون أنه، أثناء ظهوره على الهواء في برنامج تي آر إل الغير خاضع للرقابة في عام 2003، كان أفليك «يلف ذراعه حولي، ويأتى ويعدل ثديي الأيسر». أجاب أفليك على تويتر: «تصرفت بشكل غير لائق تجاه السيدة بورتون وأعتذر بصدق.» قالت آنا ماري تيندلر، فنانة الماكياج، أن أفليك «أمسك مؤخرتي في حفل الغولدن غلوب في عام 2014... حاول أن يلعبها كما لو كان يحركني بأدب بعيدًا عن الطريق.»
ردًا على فضيحة هارفي واينستين، تعهد أفليك بالتبرع بأي أرباح مستقبلية من أفلامه المبكرة مع ميرماكس للجمعيات الخيرية التي تدعم ضحايا الاعتداء الجنسي وقال إنه كان على علم فقط بأن وينشتاين «كان فاسدًا ومتنمرًا.» في تغريدة، ردت الممثلة روز مكغوان: «أنت تكذب.» قالت إنها التقت بأفليك بعد أن اعتدى عليها وينستين جنسياً خلال مهرجان صاندانس السينمائي في عام 1997 وأخبرته، وهي تبكي، أنها «أتيت للتو من عند هارفي وقال، 'اللعنة، لقد أخبرته أن يتوقف عن فعل ذلك.'» في رسالة بريد إلكتروني مُسربة تخص موضوع مكغوان، صرح أفليك: «لم أري روز في أي فندق في صاندانس. لم تخبرني قط ولم أستنتج أنها تعرضت للاعتداء من قِبل أي شخص.» في مقابلة في 2019، قال أفليك: «لا أريد حقًا الدخول في القصص الشخصية لأشخاص آخرين لأنني أشعر أن هذه هي قصصهم ويحق لهم سرد الكثير أو القليل منها كما يريدون. أنا أؤمن بروز، أنا أؤيدها. أنا حقًا أحب إصرارها وأُعجب به وأتمنى لها التوفيق.» في 2020، أوضحت مكغوان تعليقاتها: «ليس الأمر كما لو أنني غاضبة من بن أفليك. لم أقل له أبدًا، 'لقد تعرضت للتو للاغتصاب.' إنه أكثر من ذلك لتوضيح الهدف من هذا الشيء المستمر الذي يعرفه الجميع وأن الجميع جزء منه، عن غير قصد أو بشكل مُسبق.»

## وصلات خارجية
- بن أفليك على موقع IMDb (الإنجليزية)
- بن أفليك على موقع ميتاكريتيك (الإنجليزية)
- بن أفليك على موقع الموسوعة البريطانية (الإنجليزية)
- بن أفليك على موقع روتن توميتوز (الإنجليزية)
- بن أفليك على موقع مونزينجر (الألمانية)
- بن أفليك على موقع قاعدة بيانات الأفلام العربية
- بن أفليك على موقع ألو سيني (الفرنسية)
- بن أفليك على موقع ميوزك برينز (الإنجليزية)
- بن أفليك على موقع أول موفي (الإنجليزية)
- بن أفليك على موقع بوكس أوفيس موجو (الإنجليزية)
- بن أفليك ينتقد الصورة النمطية المأخؤذة عن العرب عند الأمريكيين على يوتيوب